# Unión Regional Deportiva 2010
La  Unión Regional Deportiva 2010 es una nueva temporada de la unión de ligas conformada por la Liga Tandilense de Fútbol, la Liga Ayacuchense de fútbol, la Liga Rauchense de fútbol y la Liga Juarense de fútbol, desarrollándose entre el 17 de abril y el 19 de diciembre.
La temporada 2010 consagró campeón a Atlético-Defensores (Ayacucho).
Obtuvieron plazas para el Torneo del Interior 2011; UNICEN, Excursionistas (Tandil),  Atlético-Defensores (Ayacucho)  y  Botafogo (Rauch).

## Equipos participantes
| Equipo                                                                 | Ciudad        |
| ---------------------------------------------------------------------- | ------------- |
| Alianza Club Atlético Ayacucho-Club Defensores Ayacucho                | Ayacucho      |
| Club Social y Deportivo Argentino                                      | Benito Juárez |
| Botafogo Fútbol Club                                                   | Rauch         |
| Club Defensores del Cerro                                              | Tandil        |
| Club Social y Deportivo Tandil                                         | Tandil        |
| Ateneo Cultural y Deportivo José Manuel Estrada                        | Ayacucho      |
| Club Social y Deportivo Excursionistas                                 | Tandil        |
| Club Atlético y Biblioteca Ferrocarril Sud                             | Tandil        |
| Club Social y Atlético Ferroviarios                                    | Benito Juárez |
| Club Gimnasia y Esgrima                                                | Tandil        |
| Archivo:Club Grupo Universitario (Tandil).png Club Grupo Universitario | Tandil        |
| Club Independiente                                                     | Tandil        |
| Club Atlético Juarense                                                 | Benito Juárez |
| Club Social y Deportivo Loma Negra                                     | Barker        |
| Club Deportivo San José                                                | Tandil        |
| Club Atlético San Lorenzo                                              | Rauch         |
| Club Social y Deportivo Santamarina                                    | Tandil        |
| Club Atlético Sarmiento                                                | Ayacucho      |
| Universidad Nacional del Centro de la Provincia de Buenos Aires        | Tandil        |
| Centro Social Velense                                                  | M. I. Vela    |
| Club Social y Deportivo Villa Aguirre                                  | Tandil        |

| Bajas                                |
| ------------------------------------ |
| La Movediza (Tandil)                 |
| San Lorenzo-Juventud Agraria (Rauch) |

| Altas                         |
| ----------------------------- |
| Argentino (Benito Juárez)     |
| Defensores del Cerro (Tandil) |
| Ferroviarios (Benito Juárez)  |
| Juarense (Benito Juárez)      |
| San Lorenzo (Rauch)           |

## Sistema de disputa
Apertura: El torneo apertura se llevará a cabo en cuatro zonas (tres de cinco equipos y una de seis), por el sistema de todos contra todos  (a dos ruedas), clasificando los primeros de cada zona a cuartos de final y los segundos y terceros a octavos de final.
Los octavos, cuartos y semifinales se jugarán a un solo partido, mientras que la final se disputará en partidos de ida y vuelta.
Clausura: El torneo clausura se llevará a cabo en tres zonas (de siete equipos cada una), por el sistema de todos contra todos  (a una rueda), clasificando los primeros y segundos de cada zona y los dos mejores terceros a cuartos de final.
Los cuartos y semifinales se jugarán a un solo partido, mientras que la final se disputará en partidos de ida y vuelta.
Final del año: La final del año, que coronara al campeón anual, será disputada por el ganador del apertura y el ganador del clausura.

## Apertura 2010

### Posiciones finales de la Zona 1
|    | Equipos                  | Pts. | PJ | PG | PE | PP | GF | GC |
| -- | ------------------------ | ---- | -- | -- | -- | -- | -- | -- |
| 1. | Sarmiento (Ayacucho)     | 23   | 10 | 7  | 2  | 1  | 19 | 10 |
| 2. | Independiente (Tandil)   | 22   | 10 | 7  | 1  | 2  | 22 | 6  |
| 3. | Ferrocarril Sud (Tandil) | 13   | 10 | 3  | 4  | 3  | 10 | 11 |
| 4. | Botafogo (Rauch)         | 6    | 10 | 1  | 3  | 6  | 6  | 17 |
| 5. | Santamarina (Tandil)     | 7    | 10 | 2  | 1  | 7  | 8  | 17 |

### Posiciones finales de la Zona 2
|    | Equipos                        | Pts. | PJ | PG | PE | PP | GF | GC |
| -- | ------------------------------ | ---- | -- | -- | -- | -- | -- | -- |
| 1. | UNICEN (Tandil)                | 26   | 10 | 8  | 2  | 0  | 31 | 4  |
| 2. | San José (Tandil)              | 17   | 10 | 5  | 2  | 3  | 13 | 12 |
| 3. | Atlético-Defensores (Ayacucho) | 12   | 10 | 3  | 3  | 4  | 19 | 20 |
| 4. | San Lorenzo (Rauch)            | 9    | 10 | 2  | 3  | 5  | 14 | 21 |
| 5. | Deportivo Tandil (Tandil)      | 4    | 10 | 1  | 1  | 8  | 7  | 30 |

### Posiciones finales de la Zona 3
|    | Equipos                      | Pts. | PJ | PG | PE | PP | GF | GC |
| -- | ---------------------------- | ---- | -- | -- | -- | -- | -- | -- |
| 1. | Grupo Universitario (Tandil) | 22   | 10 | 7  | 1  | 2  | 27 | 6  |
| 2. | Gimnasia (Tandil)            | 18   | 10 | 6  | 0  | 4  | 13 | 9  |
| 3. | Ateneo Estrada (Ayacucho)    | 14   | 10 | 4  | 2  | 4  | 10 | 9  |
| 4. | Villa Aguirre (Tandil)       | 11   | 10 | 3  | 2  | 5  | 7  | 19 |
| 5. | Argentino (Benito Juárez) 1  | 5    | 10 | 1  | 2  | 7  | 7  | 21 |

### Posiciones finales de la Zona 4
|    | Equipos                       | Pts. | PJ | PG | PE | PP | GF | GC |
| -- | ----------------------------- | ---- | -- | -- | -- | -- | -- | -- |
| 1. | Velense (M. I. Vela)          | 25   | 12 | 7  | 4  | 1  | 17 | 6  |
| 2. | Juarense (Benito Juárez)      | 24   | 12 | 8  | 0  | 4  | 27 | 14 |
| 3. | Excursionistas (Tandil)       | 19   | 12 | 5  | 4  | 3  | 26 | 11 |
| 4. | Defensores del Cerro (Tandil) | 18   | 12 | 5  | 3  | 4  | 20 | 18 |
| 5. | Loma Negra (Barker)           | 14   | 12 | 4  | 2  | 6  | 20 | 26 |
| 6. | Ferroviarios (Benito Juárez)  | 0    | 12 | 0  | 0  | 12 | 3  | 38 |

(1): A Argentino (Benito Juárez) le descontaron 3 puntos al cierre de la primera fase.

Fuente: El Eco de Tandil
|  | Clasificados a Cuartos de final |
|  | Clasificados a Octavos de final |

## Resultados
| 17 de abril | Santamarina (Tandil) | 1:0 | Botafogo (Rauch) | Club Hípico, Tandil         |                             |
|             | Germán Giannaccini   |     |                  | Árbitro(s): Carlos Martínez | Árbitro(s): Carlos Martínez |

| 17 de abril | Sarmiento (Ayacucho) | 3:1 | Ferrocarril Sud (Tandil)   | Mpal. José Barbieri, Ayacucho |  |
|             | Adrián Roelofs       |     | Martín Gutiérrez -' (a.g.) |                               |  |

| 17 de abril | San Lorenzo (Rauch) | 0:0 | San José (Tandil) | Municipal, Rauch |  |

| 17 de abril | UNICEN (Tandil)                       | 2:0 | Deportivo Tandil (Tandil) | Excursionistas, Tandil     |                            |
|             | Juan Pablo Teyseire · Marcelo Urtiaga |     |                           | Árbitro(s): Marcelo Torres | Árbitro(s): Marcelo Torres |

| 17 de abril | Gimnasia (Tandil) | 0:1 | Villa Aguirre (Tandil) | Gimnasia, Tandil          |                           |
|             |                   |     | Enzo Gómez             | Árbitro(s): Andrés Merlos | Árbitro(s): Andrés Merlos |

| 17 de abril | Grupo Universitario (Tandil) | 0:1 | Ateneo Estrada (Ayacucho) | Movediza, Tandil          |                           |
|             |                              |     | Fernando Ceschini         | Árbitro(s): Nicolás Terni | Árbitro(s): Nicolás Terni |

| 17 de abril | Juarense (Benito Juárez)                                                                 | 6:0     | Ferroviarios (Benito Juárez) | Gastón Lafón, Benito Juárez |                          |
|             | Luciano Silva 12' 60' 62' · Germán Sabaté 13' · Francisco Coda 39' · Germán González 85' | Reporte |                              | Árbitro(s): Diego Molina    | Árbitro(s): Diego Molina |

| 17 de abril | Defensores del Cerro (Tandil)                                     | 5:5 | Loma Negra (Barker)                                   | Dámaso Latasa, Tandil  |                        |
|             | Jonatan Lescano · Pedro Murrone · Claudio González · Mario Lucero |     | Alfonso Constantín · Guillermo Sánchez · Nicasio Elía | Árbitro(s): Diego Albo | Árbitro(s): Diego Albo |

| 19 de abril | Velense (M. I. Vela) | 1:1     | Excursionistas (Tandil) | Mpal. Gral. San Martín, Tandil |                             |
|             | Oscar Corbetti 41'   | Reporte | Esteban Bonarrigo 25'   | Árbitro(s): Víctor González    | Árbitro(s): Víctor González |

| 24 de abril | Botafogo (Rauch) | 0:1 | Sarmiento (Ayacucho) | Botafogo, Rauch |  |
|             |                  |     | Adrián Roelofs       |                 |  |

| 25 de abril | Ferrocarril Sud (Tandil)                                           | 3:1     | Independiente (Tandil) | Dámaso Latasa, Tandil            |                                  |
|             | Alejandro Arbert 25' · Martín Pradal 77' · Ezequiel Ferreras 90+2' | Reporte | Gastón Olavarrieta 52' | Árbitro(s): Víctor Hugo González | Árbitro(s): Víctor Hugo González |

| 24 de abril | Deportivo Tandil (Tandil)                    | 3:2 | San Lorenzo (Rauch)         | Gimnasia, Tandil                |                                 |
|             | Horacio Díaz · Jorge Villar · Mariano Britos |     | Luis Luján · Hugo Rabaynera | Árbitro(s): Sebastián Quinteros | Árbitro(s): Sebastián Quinteros |

| 24 de abril | San José (Tandil)                      | 2:1 | Atlético-Defensores (Ayacucho) | Movediza, Tandil            |                             |
|             | Gerardo Villar · Maximiliano Zubigaray |     | Nicolás Barrutia               | Árbitro(s): Gustavo Beckman | Árbitro(s): Gustavo Beckman |

| 24 de abril | Ateneo Estrada (Ayacucho) | 1:2 | Gimnasia (Tandil) | Mpal. José Barbieri, Ayacucho |  |
|             | Juan Pablo Vicente        |     | Juan Barbeira     |                               |  |

| 24 de abril | Villa Aguirre (Tandil)                            | 2:0     | Argentino (Benito Juárez) | Club Hípico, Tandil       |                           |
|             | Marcos Abrisqueta 72' (a.g.) · Franco Reynoso 73' | Reporte |                           | Árbitro(s): Lucas Novelli | Árbitro(s): Lucas Novelli |

| 24 de abril | Loma Negra (Barker)               | 2:0 | Velense (M. I. Vela) | Loma Negra, Villa Cacique |  |
|             | Martín Baier · Alfonso Constantín |     |                      |                           |  |

| 24 de abril | Excursionistas (Tandil)                                                                     | 5:0     | Ferroviarios (Benito Juárez) | Excursionistas, Tandil |                        |
|             | Esteban Bonarrigo 29' 32' · Gonzalo Álvarez 45' · Julián García 46' · Cristian Cuviller 52' | Reporte |                              | Árbitro(s): Diego Albo | Árbitro(s): Diego Albo |

| 24 de abril | Juarense (Benito Juárez)       | 3:0     | Defensores del Cerro (Tandil) | Gastón Lafón, Benito Juárez |                            |
|             | Iñaki Lecuona · Nicolás Tolosa | Reporte |                               | Árbitro(s): Rómulo Acevedo  | Árbitro(s): Rómulo Acevedo |

| 1 de mayo | Independiente (Tandil) | 7:0     | Botafogo (Rauch) | Agustín F. Berroeta, Tandil |                             |
|           | Gastón Olavarrieta 11' 50' · Nicolás Etchecoin 14' · Juan Ignacio Turri 22' 28' · Maximiliano Villar 29' · Nicolás Gorosito 57' | Reporte |                  | Árbitro(s): Carlos Martínez | Árbitro(s): Carlos Martínez |

| 1 de mayo | Sarmiento (Ayacucho) | 1:0 | Santamarina (Tandil) | Mpal. José Barbieri, Ayacucho |                             |
|           | Ricardo Sendra       |     |                      | Árbitro(s): Daniel Figueroa   | Árbitro(s): Daniel Figueroa |

| 1 de mayo | Atlético-Defensores (Ayacucho)         | 2:1 | Deportivo Tandil (Tandil) | Mpal. José Barbieri, Ayacucho |                             |
|           | Fausto Piastrellini · Nicolás Barrutia |     | Raúl Herrera              | Árbitro(s): Lucas Gualdieri   | Árbitro(s): Lucas Gualdieri |

| 1 de mayo | San Lorenzo (Rauch) | 1:3 | UNICEN (Tandil)                  | Municipal, Rauch            |                             |
|           | Luis Luján ·        |     | Cristian Bulacio · Gastón Romera | Árbitro(s): Pablo Caballero | Árbitro(s): Pablo Caballero |

| 1 de mayo | Argentino (Benito Juárez) | 0:0     | Ateneo Estrada (Ayacucho) | Gastón Lafón, Benito Juárez |                          |
|           |                           | Reporte |                           | Árbitro(s): Diego Molina    | Árbitro(s): Diego Molina |

| 1 de mayo | Gimnasia (Tandil) | 0:1     | Grupo Universitario (Tandil) | Gimnasia, Tandil               |                                |
|           |                   | Reporte | Pablo Cerfoglia 16'          | Árbitro(s): Marcos Altamiranda | Árbitro(s): Marcos Altamiranda |

| 1 de mayo | Excursionistas (Tandil)                                                 | 5:2     | Juarense (Benito Juárez)      | Excursionistas, Tandil    |                           |
|           | Esteban Bonarrigo · Diego Pérez Rivero · Matías Lecuona · Julián García | Reporte | Iñaki Lecuona · Luciano Silva | Árbitro(s): Andrés Merlos | Árbitro(s): Andrés Merlos |

| 1 de mayo | Velense (M. I. Vela) | 1:1 | Defensores del Cerro (Tandil) | Social, Vela                   |                                |
|           | Enzo Saracho         |     | Leandro González              | Árbitro(s): Marcelo Ferraggine | Árbitro(s): Marcelo Ferraggine |

| 1 de mayo | Ferroviarios (Benito Juárez) | 1:2     | Loma Negra (Barker)              | Ferroviarios, Benito Juárez |                            |
|           | Federico Álvarez             | Reporte | Simón Bugna · Alfonso Constantin | Árbitro(s): Horacio Alonso  | Árbitro(s): Horacio Alonso |

| 8 de mayo | Botafogo (Rauch) | 0:1 | Ferrocarril Sud (Tandil) | Botafogo, Rauch              |                              |
|           |                  |     | Alejandro Arbert         | Árbitro(s): Javier Caballero | Árbitro(s): Javier Caballero |

| 8 de mayo | Santamarina (Tandil) | 0:3     | Independiente (Tandil)                                         | Club Hípico, Tandil       |                           |
|           |                      | Reporte | Maximiliano Villar 2' · Julio Prezioso 76' · Roger Rotonda 88' | Árbitro(s): Andrés Merlos | Árbitro(s): Andrés Merlos |

| 8 de mayo | UNICEN (Tandil) | 0:0 | Atlético-Defensores (Ayacucho) | Excursionistas, Tandil           |  |
|           |                 |     |                                | Árbitro(s): Víctor Hugo González |  |

| 8 de mayo | Deportivo Tandil (Tandil) | 0:1 | San José (Tandil) | Gimnasia, Tandil          |                           |
|           |                           |     | Facundo Solimanto | Árbitro(s): Lucas Novelli | Árbitro(s): Lucas Novelli |

| 8 de mayo | Grupo Universitario (Tandil)                                                                 | 5:1     | Argentino (Benito Juárez) | Movediza, Tandil       |                        |
|           | Diego Sosa 30' · Pablo Cerfoglia 40' 80' · Damián Barandiarán 59' (a.g.) · Martín Michel 87' | Reporte | Omar Gaudenzi             | Árbitro(s): Diego Albo | Árbitro(s): Diego Albo |

| 8 de mayo | Ateneo Estrada (Ayacucho) | 0:0 | Villa Aguirre (Tandil) | Mpal. José Barbieri, Ayacucho |  |
|           |                           |     |                        | Árbitro(s): Marcelo Casco     |  |

| 8 de mayo | Defensores del Cerro (Tandil)      | 2:0 | Ferroviarios (Benito Juárez) | Dámaso Latasa, Tandil  |                        |
|           | Marcos González · Leandro González |     |                              | Árbitro(s): Paulo Latú | Árbitro(s): Paulo Latú |

| 8 de mayo | Loma Negra (Barker) | 1:4 | Excursionistas (Tandil)                                | Loma Negra, Villa Cacique  |                            |
|           | Martín Baier        |     | Gonzalo Álvarez · Esteban Bonarrigo · Leandro Buccella | Árbitro(s): Marcelo Torres | Árbitro(s): Marcelo Torres |

| 8 de mayo | Juarense (Benito Juárez) | 0:1     | Velense (M. I. Vela)   | Gastón Lafón, Benito Juárez |                            |
|           |                          | Reporte | Marcelo Díaz -' (a.g.) | Árbitro(s): Horacio Alonso  | Árbitro(s): Horacio Alonso |

| 15 de mayo | Ferrocarril Sud (Tandil)                       | 2:2     | Santamarina (Tandil)                            | Dámaso Latasa, Tandil       |                             |
|            | Leandro Narciandi 19' · Alejandro Arbert 90+1' | Reporte | Leandro Escudero 70' · Germán Giannaccini 90+4' | Árbitro(s): Víctor González | Árbitro(s): Víctor González |

| 15 de mayo | Independiente (Tandil)           | 2:0 | Sarmiento (Ayacucho) | Agustín F. Berroeta, Tandil |                        |
|            | Martín Zabaleta · Julio Prezioso |     |                      | Árbitro(s): Diego Albo      | Árbitro(s): Diego Albo |

| 15 de mayo | San José (Tandil) | 0:1 | UNICEN (Tandil) | Movediza, Tandil            |                             |
|            |                   |     | Marcelo Urtiaga | Árbitro(s): Carlos Martínez | Árbitro(s): Carlos Martínez |

| 15 de mayo | Atlético-Defensores (Ayacucho)                           | 3:2 | San Lorenzo (Rauch) | Mpal. José Barbieri, Ayacucho |                            |
|            | Alejandro Atela · Nicolás Barrutia · Fausto Piastrellini |     | Emiliano Flores     | Árbitro(s): Omar Iturralde    | Árbitro(s): Omar Iturralde |

| 15 de mayo | Villa Aguirre (Tandil) | 2:9 | Grupo Universitario (Tandil)                     | Club Hípico, Tandil       |                           |
|            | Franco Reynoso         |     | Cristian Pérez · Pablo Cerfoglia · Martín Michel | Árbitro(s): Andrés Merlos | Árbitro(s): Andrés Merlos |

| 15 de mayo | Argentino (Benito Juárez)        | 2:1     | Gimnasia (Tandil) | Gastón Lafón, Benito Juárez |                            |
| | Juan Gamaleri · Roberto Argüello | Reporte | Juan Barbeira     | Árbitro(s): Rómulo Acevedo  | Árbitro(s): Rómulo Acevedo |
| Suspendido por incidentes a los 40 minutos del segundo tiempo. El Tribunal de Disciplina determinó dar por concluido el encuentro. Asimismo, una vez terminada la primera fase, se le descontarán tres puntos a Argentino. |                                  |         |                   |                             |                            |

| 15 de mayo | Excursionistas (Tandil) | 1:1 | Defensores del Cerro (Tandil) | Excursionistas, Tandil         |                                |
|            | Patricio Santeramo      |     | Pedro Murrone                 | Árbitro(s): Marcelo Ferraggine | Árbitro(s): Marcelo Ferraggine |

| 15 de mayo | Loma Negra (Barker) | 1:5     | Juarense (Benito Juárez)                                                       | Loma Negra, Villa Cacique |                           |
|            | Alfonso Constantin  | Reporte | Sergio Rulé · Nicolás Tolosa · Francisco Coda · Iñaki Lecuona · Gustavo Arista | Árbitro(s): Nicolás Terni | Árbitro(s): Nicolás Terni |

| 15 de mayo | Ferroviarios (Benito Juárez) | 1:2 | Velense (M. I. Vela)         | Ferroviarios, Benito Juárez |                          |
|            | Franco Valdebenito           |     | Enzo Saracho · Mauro Casalla | Árbitro(s): Diego Molina    | Árbitro(s): Diego Molina |

| 22 de mayo | Sarmiento (Ayacucho)                           | 4:1     | Atlético-Defensores (Ayacucho) | Mpal. José Barbieri, Ayacucho |  |
|            | Ricardo Sendra · Jesús Britos · Adrián Roelofs | Reporte | Marcos Arrayago                |                               |  |

| 5 de junio | UNICEN (Tandil) | 2:0 | Ferrocarril Sud (Tandil) | Excursionistas, Tandil    |                           |
|            | Gastón Romera   |     |                          | Árbitro(s): Andrés Merlos | Árbitro(s): Andrés Merlos |

| 5 de junio | Santamarina (Tandil) | 0:2 | San José (Tandil) | Club Hípico, Tandil        |                            |
|            |                      |     | Paolo Colantonio  | Árbitro(s): Marcelo Torres | Árbitro(s): Marcelo Torres |

| 5 de junio | Independiente (Tandil) | 1:0 | Deportivo Tandil (Tandil) | Agustín F. Berroeta, Tandil    |                                |
|            | Ramiro Arteagaveitía   |     |                           | Árbitro(s): Marcos Altamiranda | Árbitro(s): Marcos Altamiranda |

| 5 de junio | Botafogo (Rauch) | 0:0 | San Lorenzo (Rauch) | Municipal, Rauch              |  |
|            |                  |     |                     | Árbitro(s): Ezequiel Quintana |  |

| 5 de junio | Argentino (Benito Juárez) | 1:0     | Ferroviarios (Benito Juárez) | Gastón Lafón, Benito Juárez |                            |
|            | Emiliano Goitea 89'       | Reporte |                              | Árbitro(s): Horacio Alonso  | Árbitro(s): Horacio Alonso |

| 5 de junio | Defensores del Cerro (Tandil)    | 2:1 | Ateneo Estrada (Ayacucho) | Dámaso Latasa, Tandil            |                                  |
|            | Pedro Murrone · Claudio González |     | Martín Moro               | Árbitro(s): Víctor Hugo González | Árbitro(s): Víctor Hugo González |

| 5 de junio | Gimnasia (Tandil)                  | 2:0     | Excursionistas (Tandil) | Gimnasia, Tandil          |                           |
|            | Juan Barbeira 29' · Juan Kwist 85' | Reporte |                         | Árbitro(s): Lucas Novelli | Árbitro(s): Lucas Novelli |

| 5 de junio | Grupo Universitario (Tandil) | 0:2 | Velense (M. I. Vela)         | Movediza, Tandil            |                             |
|            |                              |     | Franco Trama · Leonel García | Árbitro(s): Carlos Martínez | Árbitro(s): Carlos Martínez |

| 5 de junio | Loma Negra (Barker) | 1:2 | Villa Aguirre (Tandil) | Loma Negra, Villa Cacique |                        |
|            | Franco Mansilla     |     | Matías Acevedo         | Árbitro(s): Diego Albo    | Árbitro(s): Diego Albo |

| 12 de junio | Ferrocarril Sud (Tandil) | 1:1     | Sarmiento (Ayacucho) | Dámaso Latasa, Tandil      |                            |
|             | Alejandro Arbert 78'     | Reporte | Abel Najurieta 81'   | Árbitro(s): Marcelo Torres | Árbitro(s): Marcelo Torres |

| 12 de junio | Botafogo (Rauch)              | 3:1 | Santamarina (Tandil) | Botafogo, Rauch              |                              |
|             | Matías Caballero · Juan Adami |     | Juan Mario Rodríguez | Árbitro(s): Javier Caballero | Árbitro(s): Javier Caballero |

| 12 de junio | San José (Tandil)                   | 3:1 | San Lorenzo (Rauch) | Movediza, Tandil                 |                                  |
|             | Paolo Colantonio · Ezequiel Sánchez |     | Hugo Rabaynera      | Árbitro(s): Víctor Hugo González | Árbitro(s): Víctor Hugo González |

| 12 de junio | Deportivo Tandil (Tandil) | 0:10 | UNICEN (Tandil)                                                                                             | Gimnasia, Tandil          |                           |
|             |                           |      | Marcelo Urtiaga · Sebastián Fernández · Rodrigo Gomba · Nicolás Castro · Juan López Moccio · César Curuchet | Árbitro(s): Nicolás Terni | Árbitro(s): Nicolás Terni |

| 12 de junio | Villa Aguirre (Tandil) | 0:2 | Gimnasia (Tandil) | Club Hípico, Tandil         |                             |
|             |                        |     | Brian Lajos       | Árbitro(s): Carlos Martínez | Árbitro(s): Carlos Martínez |

| 12 de junio | Ateneo Estrada (Ayacucho) | 0:2 | Grupo Universitario (Tandil)      | Mpal. José Barbieri, Ayacucho |                             |
|             |                           |     | Sebastián Baquero · Martín Michel | Árbitro(s): Daniel Figueroa   | Árbitro(s): Daniel Figueroa |

| 12 de junio | Excursionistas (Tandil) | 0:0 | Velense (M. I. Vela) | Excursionistas, Tandil    |  |
|             |                         |     |                      | Árbitro(s): Andrés Merlos |  |

| 12 de junio | Loma Negra (Barker) | 0:2 | Defensores del Cerro (Tandil)     | Loma Negra, Villa Cacique |                           |
|             |                     |     | Marcos González · Claudio Colotti | Árbitro(s): Lucas Novelli | Árbitro(s): Lucas Novelli |

| 12 de junio | Ferroviarios (Benito Juárez) | 0:1     | Juarense (Benito Juárez) | Ferroviarios, Benito Juárez |                            |
|             |                              | Reporte | Mariano Rodríguez 87'    | Árbitro(s): Rómulo Acevedo  | Árbitro(s): Rómulo Acevedo |

| 26 de junio | Independiente (Tandil) | 0:0     | Ferrocarril Sud (Tandil) | Agustín F. Berroeta, Tandil |                           |
|             |                        | Reporte |                          | Árbitro(s): Andrés Merlos   | Árbitro(s): Andrés Merlos |

| 26 de junio | Sarmiento (Ayacucho) | 1:1 | Botafogo (Rauch) | Mpal. José Barbieri, Ayacucho |  |
|             | Adrián Roelofs       |     | Rodrigo Palma    |                               |  |

| 26 de junio | San Lorenzo (Rauch) | 1:1 | Deportivo Tandil (Tandil) | Municipal, Rauch |  |
|             | Rodrigo Zárate      |     | Raúl Herrera              |                  |  |

| 26 de junio | Atlético-Defensores (Ayacucho) | 1:1 | San José (Tandil) | Mpal. José Barbieri, Ayacucho |  |
|             | Juan Pablo Etcheverry          |     | Paolo Colantonio  |                               |  |

| 26 de junio | Gimnasia (Tandil) | 1:0 | Ateneo Estrada (Ayacucho) | Gimnasia, Tandil               |                                |
|             | Marcelo Abadie    |     |                           | Árbitro(s): Marcos Altamiranda | Árbitro(s): Marcos Altamiranda |

| 26 de junio | Argentino (Benito Juárez) | 0:0 | Villa Aguirre (Tandil) | Gastón Lafón, Benito Juárez |  |

| 26 de junio | Defensores del Cerro (Tandil) | 0:3     | Juarense (Benito Juárez)      | Mpal. Gral. San Martín, Tandil |                        |
|             |                               | Reporte | Luciano Silva · Iñaki Lecuona | Árbitro(s): Diego Albo         | Árbitro(s): Diego Albo |

| 26 de junio | Velense (M. I. Vela)               | 2:1 | Loma Negra (Barker) | Social, Vela                   |                                |
|             | Mauro Casalla · Mauro Ruiz Sánchez |     | Alfonso Constantin  | Árbitro(s): Marcelo Ferraggine | Árbitro(s): Marcelo Ferraggine |

| 26 de junio | Ferroviarios (Benito Juárez) | 0:4     | Excursionistas (Tandil)                | Ferroviarios, Benito Juárez |                            |
|             |                              | Reporte | Diego Pérez Rivero · Esteban Bonarrigo | Árbitro(s): Horacio Alonso  | Árbitro(s): Horacio Alonso |

| 10 de julio | Santamarina (Tandil) | 1:2 | Sarmiento (Ayacucho)          | Club Hípico, Tandil       |                           |
|             | Matías Gogna         |     | Adrián Roelofs · Juan Ledesma | Árbitro(s): Lucas Novelli | Árbitro(s): Lucas Novelli |

| 10 de julio | Botafogo (Rauch)            | 1:2 | Independiente (Tandil)                  | Municipal, Rauch             |                              |
|             | Leandro Velázquez -' (a.g.) |     | Juan Ignacio Turri · Gastón Olavarrieta | Árbitro(s): Germán Caballero | Árbitro(s): Germán Caballero |

| 10 de julio | Deportivo Tandil (Tandil) | 1:6 | Atlético-Defensores (Ayacucho)                                          | Gimnasia, Tandil                |                                 |
|             | Mauricio Herrera          |     | Fausto Piastrellini · Alejandro Atela · Javier Vesce · Nicolás Barrutia | Árbitro(s): Sebastián Quinteros | Árbitro(s): Sebastián Quinteros |

| 10 de julio | UNICEN (Tandil)                                                | 6:1 | San Lorenzo (Rauch) | Excursionistas, Tandil      |                             |
|             | Nicolás Castro · Marcelo Urtiaga · Gastón Romera · Ramiro Diez |     | Rodrigo Zárate      | Árbitro(s): Carlos Martínez | Árbitro(s): Carlos Martínez |

| 10 de julio | Ateneo Estrada (Ayacucho)                              | 5:2     | Argentino (Benito Juárez)           | Mpal. José Barbieri, Ayacucho  |                                |
|             | Juan Pablo Vicente · Isaías Arrayago · Facundo Quiroga | Reporte | Emiliano Goitea · Mauricio Albornoz | Árbitro(s): Carlos Erreguerena | Árbitro(s): Carlos Erreguerena |

| 10 de julio | Grupo Universitario (Tandil)                | 3:0     | Gimnasia (Tandil) | Movediza, Tandil            |                             |
|             | Pablo Cerfoglia 66' 88' · Martín Michel 80' | Reporte |                   | Árbitro(s): Víctor González | Árbitro(s): Víctor González |

| 10 de julio | Loma Negra (Barker)                                                 | 3:0 | Ferroviarios (Benito Juárez) | Loma Negra, Villa Cacique |                           |
|             | Federico Aguilera · Alfonso Constantin · Federico Álvarez -' (a.g.) |     |                              | Árbitro(s): Andrés Merlos | Árbitro(s): Andrés Merlos |

| 10 de julio | Defensores del Cerro (Tandil) | 0:2 | Velense (M. I. Vela)          | Mpal. Gral. San Martín, Tandil |                            |
|             |                               |     | Leonel García · Mauro Casalla | Árbitro(s): Marcelo Torres     | Árbitro(s): Marcelo Torres |

| 10 de julio | Juarense (Benito Juárez) | 0:4     | Excursionistas (Tandil)                                                    | Gastón Lafón, Benito Juárez |                          |
|             |                          | Reporte | Julián García · Esteban Bonarrigo · Diego Pérez Rivero · Cristian Cuviller | Árbitro(s): Diego Molina    | Árbitro(s): Diego Molina |

| 17 de julio | Independiente (Tandil)               | 3:1     | Santamarina (Tandil) | Agustín F. Berroeta, Tandil |                             |
|             | Juan Ignacio Turri · Emilio Galavert | Reporte | Matías Gogna         | Árbitro(s): Carlos Martínez | Árbitro(s): Carlos Martínez |

| 17 de julio | Ferrocarril Sud (Tandil) | 1:1     | Botafogo (Rauch)  | Mpal. Gral. San Martín, Tandil |                                |
|             | Martín Ribas 12'         | Reporte | Ariel Rosales 86' | Árbitro(s): Marcos Altamiranda | Árbitro(s): Marcos Altamiranda |

| 17 de julio | Atlético-Defensores (Ayacucho) | 1:1 | UNICEN (Tandil) | Mpal. José Barbieri, Ayacucho |                          |
|             | Alejandro Atela                |     | Rodrigo Gomba   | Árbitro(s): Facundo Díaz      | Árbitro(s): Facundo Díaz |

| 17 de julio | San José (Tandil)                   | 3:1 | Deportivo Tandil (Tandil) | Movediza, Tandil                |                                 |
|             | Fernando Villar · Facundo Salaverry |     | Mauricio Herrera          | Árbitro(s): Guillermo Giacoboni | Árbitro(s): Guillermo Giacoboni |

| 17 de julio | Argentino (Benito Juárez) | 0:3     | Grupo Universitario (Tandil)                                   | Gastón Lafón, Benito Juárez |                          |
|             |                           | Reporte | Martín Michel 24' · Pablo Cerfoglia 31' · Martín Ostinelli 79' | Árbitro(s): Diego Molina    | Árbitro(s): Diego Molina |

| 17 de julio | Villa Aguirre (Tandil) | 0:1 | Ateneo Estrada (Ayacucho) | Club Hípico, Tandil       |                           |
|             |                        |     | Matías González           | Árbitro(s): Andrés Merlos | Árbitro(s): Andrés Merlos |

| 17 de julio | Ferroviarios (Benito Juárez) | 0:5     | Defensores del Cerro (Tandil)     | Ferroviarios, Benito Juárez |                            |
|             |                              | Reporte | Marcelo Vásquez · Agustín Vergara | Árbitro(s): Horacio Alonso  | Árbitro(s): Horacio Alonso |

| 17 de julio | Excursionistas (Tandil) | 1:1 | Loma Negra (Barker) | Excursionistas, Tandil     |                            |
|             | Víctor Conqueiro        |     | Alfonso Constantin  | Árbitro(s): Marcelo Torres | Árbitro(s): Marcelo Torres |

| 17 de julio | Velense (M. I. Vela) | 1:0 | Juarense (Benito Juárez) | Social, Benito Juárez       |                             |
|             | Gustavo Venanzi      |     |                          | Árbitro(s): Víctor González | Árbitro(s): Víctor González |

| 24 de julio | Santamarina (Tandil) | 0:1     | Ferrocarril Sud (Tandil) | Club Hípico, Tandil       |                           |
|             |                      | Reporte | Federico Cadona 78'      | Árbitro(s): Andrés Merlos | Árbitro(s): Andrés Merlos |

| 24 de julio | Sarmiento (Ayacucho)                         | 2:1 | Independiente (Tandil) | Mpal. José Barbieri, Ayacucho |  |
|             | Nicolás Etchecoin -' (a.g.) · Adrián Roelofs |     | Santiago Aladro        |                               |  |

| 24 de julio | UNICEN (Tandil)                                                                            | 5:1     | San José (Tandil) | Excursionistas, Tandil |                        |
|             | César Curuchet 15' 47' · Mariano Larragneguy 37' · Marcelo Urtiaga 62' · Gastón Romera 80' | Reporte | Arturo Laulhé 66' | Árbitro(s): Diego Albo | Árbitro(s): Diego Albo |

| 24 de julio | San Lorenzo (Rauch)              | 4:2 | Atlético-Defensores (Ayacucho)             | Municipal, Rauch |  |
|             | Emiliano Flores · Rodrigo Zárate |     | Juan Pablo Etcheverry · Fausto Pietrallini |                  |  |

| 24 de julio | Grupo Universitario (Tandil)                       | 4:0 | Villa Aguirre (Tandil) | Movediza, Tandil                 |                                  |
|             | Lucas Peralta · Pablo Cerfoglia · Alejandro Saurel |     |                        | Árbitro(s): Víctor Hugo González | Árbitro(s): Víctor Hugo González |

| 24 de julio | Gimnasia (Tandil)                                                                   | 4:1     | Argentino (Benito Juárez) | Gimnasia, Tandil                |                                 |
|             | Marcos Fernández 45+1' · Marcelo Abadie 63' · Juan Kwist 86' · Matías Arrospide 88' | Reporte | Emiliano Goitea 45+2'     | Árbitro(s): Guillermo Giacoboni | Árbitro(s): Guillermo Giacoboni |

| 24 de julio | Defensores del Cerro (Tandil) | 2:1 | Excursionistas (Tandil) | Mpal. Gral. San Martín, Tandil |                             |
|             | Claudio Colotti               |     | Leandro Buccella        | Árbitro(s): Carlos Martínez    | Árbitro(s): Carlos Martínez |

| 24 de julio | Velense (M. I. Vela)                                                     | 5:0 | Ferroviarios (Benito Juárez) | Social, Vela                   |                                |
|             | Kevin Fernández · Mauro Ruiz Sánchez · Leonel García · Esteban Rodríguez |     |                              | Árbitro(s): Marcos Altamiranda | Árbitro(s): Marcos Altamiranda |

| 24 de julio | Juarense (Benito Juárez)                         | 4:1     | Loma Negra (Barker) | Gastón Lafón, Benito Juárez |                            |
|             | Germán González · Nicolás Tolosa · Iñaki Lecuona | Reporte | Martín Baier        | Árbitro(s): Horacio Alonso  | Árbitro(s): Horacio Alonso |

| 1 de agosto | Juarense (Benito Juárez)               | 2:1     | Ferroviarios (Benito Juárez) | Gastón Lafón, Benito Juárez |                            |
|             | Luciano Silva 5' · Germán González 72' | Reporte | Maximiliano Cáceres 55'      | Árbitro(s): Rómulo Acevedo  | Árbitro(s): Rómulo Acevedo |

| 7 de agosto | Ferrocarril Sud (Tandil) | 0:1 | UNICEN (Tandil) | Mpal. Gral. San Martín, Tandil |                             |
|             |                          |     | César Curuchet  | Árbitro(s): Gustavo Beckman    | Árbitro(s): Gustavo Beckman |

| 7 de agosto | San José (Tandil) | 0:2 | Santamarina (Tandil)                    | Movediza, Tandil          |                           |
|             |                   |     | Germán Giannaccini · Lautaro Echavarría | Árbitro(s): Nicolás Terni | Árbitro(s): Nicolás Terni |

| 7 de agosto | Deportivo Tandil (Tandil) | 0:2 | Independiente (Tandil) | Gimnasia, Tandil                |                                 |
|             |                           |     | Gastón Olavarrieta     | Árbitro(s): Sebastián Quinteros | Árbitro(s): Sebastián Quinteros |

| 7 de agosto | San Lorenzo (Rauch) | 2:0 | Botafogo (Rauch) | Municipal, Rauch |  |
|             | Rodrigo Zárate      |     |                  |                  |  |

| 7 de agosto | Juarense (Benito Juárez) | 1:0     | Argentino (Benito Juárez) | Gastón Lafón, Benito Juárez |                          |
|             | Luciano Silva 45'        | Reporte |                           | Árbitro(s): Diego Molina    | Árbitro(s): Diego Molina |

| 7 de agosto | Ateneo Estrada (Ayacucho) | 1:0 | Defensores del Cerro (Tandil) | Mpal. José Barbieri, Ayacucho |                         |
|             | Fernando Viere            |     |                               | Árbitro(s): Jorge Ocaño       | Árbitro(s): Jorge Ocaño |

| 7 de agosto | Excursionistas (Tandil) | 0:1     | Gimnasia (Tandil) | Excursionistas, Tandil           |                                  |
|             |                         | Reporte | Juan Kwist 30'    | Árbitro(s): Víctor Hugo González | Árbitro(s): Víctor Hugo González |

| 7 de agosto | Velense (M. I. Vela) | 0:0 | Grupo Universitario (Tandil) | Social, Vela               |  |
|             |                      |     |                              | Árbitro(s): Marcelo Torres |  |

| 7 de agosto | Villa Aguirre (Tandil) | 0:2 | Loma Negra (Barker)              | Club Hípico, Tandil       |                           |
|             |                        |     | Federico Aguilera · Martín Baier | Árbitro(s): Andrés Merlos | Árbitro(s): Andrés Merlos |

| 7 de agosto | Atlético-Defensores (Ayacucho)      | 2:4 | Sarmiento (Ayacucho)                             | Mpal. José Barbieri, Ayacucho |                             |
|             | Nicolás Barrutia · Nicolás Baraiolo |     | Adrián Roelofs · Ricardo Sendra · Abel Najurieta | Árbitro(s): Lucas Gualdieri   | Árbitro(s): Lucas Gualdieri |

- Fixture: Minuto 91

## Fase final
|  | Octavos de final        | Octavos de final       |                      |       | Cuartos de final | Cuartos de final |  |  | Semifinales  | Semifinales  |  |  | Final                | Final                |
|  | 14 y 15 de agosto       | 14 y 15 de agosto      |                      |       | 21 de agosto     | 21 de agosto     |  |  | 28 de agosto | 28 de agosto |  |  | 5 y 18 de septiembre | 5 y 18 de septiembre |
|  |                         |                        |                      |       |                  |                  |  |  |              |              |  |  |                      |                      |
|  |                         |                        |                      |       |                  |                  |  |  |              |              |  |  |                      |                      |
|  |                         |                        |                      |       |                  |                  |  |  |              |              |  |  |                      |                      |
|  | UNICEN (Tandil)         |                        |                      |       |                  |                  |  |  |              |              |  |  |                      |                      |
|  |                         |                        |                      |       |                  |                  |  |  |              |              |  |  |                      |                      |
|  | Bye                     |                        |                      |       |                  |                  |  |  |              |              |  |  |                      |                      |
|  | UNICEN (Tandil)         | 1 (5)                  |                      |       |                  |                  |  |  |              |              |  |  |                      |                      |
|  | UNICEN (Tandil)         | 1 (5)                  |                      |       |                  |                  |  |  |              |              |  |  |                      |                      |
|  |                         | Independiente (Tandil) | 1 (3)                |       |                  |                  |  |  |              |              |  |  |                      |                      |
|  | Independiente (Tandil)  | Independiente (Tandil) | 1 (3)                | 2     |                  |                  |  |  |              |              |  |  |                      |                      |
|  | Independiente (Tandil)  |                        |                      | 2     |                  |                  |  |  |              |              |  |  |                      |                      |
|  | Estrada (Ayacucho)      | 1                      |                      |       |                  |                  |  |  |              |              |  |  |                      |                      |
|  | Estrada (Ayacucho)      | 1                      | UNICEN (Tandil)      | 1(5)  |                  |                  |  |  |              |              |  |  |                      |                      |
|  |                         |                        |                      | 1(5)  |                  |                  |  |  |              |              |  |  |                      |                      |
|  |                         | San José (Tandil)      | 1(4)                 |       |                  |                  |  |  |              |              |  |  |                      |                      |
|  | Velense (M. I. Vela)    | San José (Tandil)      | 1(4)                 |       |                  |                  |  |  |              |              |  |  |                      |                      |
|  |                         |                        |                      |       |                  |                  |  |  |              |              |  |  |                      |                      |
|  | Bye                     |                        |                      |       |                  |                  |  |  |              |              |  |  |                      |                      |
|  | Velense (M. I. Vela)    | 1                      |                      |       |                  |                  |  |  |              |              |  |  |                      |                      |
|  | Velense (M. I. Vela)    | 1                      |                      |       |                  |                  |  |  |              |              |  |  |                      |                      |
|  |                         | San José (Tandil)      | 3                    |       |                  |                  |  |  |              |              |  |  |                      |                      |
|  | San José (Tandil)       | San José (Tandil)      | 3                    | 1     |                  |                  |  |  |              |              |  |  |                      |                      |
|  | San José (Tandil)       |                        |                      | 1     |                  |                  |  |  |              |              |  |  |                      |                      |
|  | Excursionistas (Tandil) | 0                      |                      |       |                  |                  |  |  |              |              |  |  |                      |                      |
|  | Excursionistas (Tandil) | 0                      | UNICEN (Tandil)      | 2 0   |                  |                  |  |  |              |              |  |  |                      |                      |
|  |                         |                        |                      | 2 0   |                  |                  |  |  |              |              |  |  |                      |                      |
|  |                         | Sarmiento (Ayacucho)   | 3 5                  |       |                  |                  |  |  |              |              |  |  |                      |                      |
|  | Sarmiento (Ayacucho)    | Sarmiento (Ayacucho)   | 3 5                  |       |                  |                  |  |  |              |              |  |  |                      |                      |
|  |                         |                        |                      |       |                  |                  |  |  |              |              |  |  |                      |                      |
|  | Bye                     |                        |                      |       |                  |                  |  |  |              |              |  |  |                      |                      |
|  | Sarmiento (Ayacucho)    | 3                      |                      |       |                  |                  |  |  |              |              |  |  |                      |                      |
|  | Sarmiento (Ayacucho)    | 3                      |                      |       |                  |                  |  |  |              |              |  |  |                      |                      |
|  |                         | Juarense (B. Juárez)   | 1                    |       |                  |                  |  |  |              |              |  |  |                      |                      |
|  | Juarense (B. Juárez)    | Juarense (B. Juárez)   | 1                    | 3     |                  |                  |  |  |              |              |  |  |                      |                      |
|  | Juarense (B. Juárez)    |                        |                      | 3     |                  |                  |  |  |              |              |  |  |                      |                      |
|  | Atl-Def. (Ayacucho)     | 0                      |                      |       |                  |                  |  |  |              |              |  |  |                      |                      |
|  | Atl-Def. (Ayacucho)     | 0                      | Sarmiento (Ayacucho) | 1 (4) |                  |                  |  |  |              |              |  |  |                      |                      |
|  |                         |                        |                      | 1 (4) |                  |                  |  |  |              |              |  |  |                      |                      |
|  |                         | Grupo (Tandil)         | 1 (2)                |       |                  |                  |  |  |              |              |  |  |                      |                      |
|  | Grupo (Tandil)          | Grupo (Tandil)         | 1 (2)                |       |                  |                  |  |  |              |              |  |  |                      |                      |
|  |                         |                        |                      |       |                  |                  |  |  |              |              |  |  |                      |                      |
|  | Bye                     |                        |                      |       |                  |                  |  |  |              |              |  |  |                      |                      |
|  | Grupo (Tandil)          | 2                      |                      |       |                  |                  |  |  |              |              |  |  |                      |                      |
|  | Grupo (Tandil)          | 2                      |                      |       |                  |                  |  |  |              |              |  |  |                      |                      |
|  |                         | Ferro (Tandil)         | 0                    |       |                  |                  |  |  |              |              |  |  |                      |                      |
|  | Gimnasia (Tandil)       | Ferro (Tandil)         | 0                    | 0     |                  |                  |  |  |              |              |  |  |                      |                      |
|  | Gimnasia (Tandil)       |                        |                      | 0     |                  |                  |  |  |              |              |  |  |                      |                      |
|  | Ferro (Tandil)          | 2                      |                      |       |                  |                  |  |  |              |              |  |  |                      |                      |
|  | Ferro (Tandil)          | 2                      |                      |       |                  |                  |  |  |              |              |  |  |                      |                      |

| Ganador Apertura 2010 |
| --------------------- |
| Sarmiento (Ayacucho)  |

### Octavos de final
- Resultados de Octavos de final: El Eco de Tandil

| 15 de agosto de 2010 | Independiente (Tandil)                | 2:1     | Estrada (Ayacucho) | Agustín F. Berroeta, Tandil    |                                |
|                      | Matías Peteresen · Maximiliano Villar | Reporte | Mauricio Vitral    | Árbitro(s): Marcos Altamiranda | Árbitro(s): Marcos Altamiranda |

| 14 de agosto de 2010 | San José (Tandil)     | 1:0 | Excursionistas (Tandil) | Movediza, Tandil           |                            |
|                      | Maximiliano Zubigaray |     | Leandro Buccella        | Árbitro(s): Marcelo Torres | Árbitro(s): Marcelo Torres |

| 14 de agosto de 2010 | Juarense (B. Juárez)                             | 3:0     | Atl.-Def (Ayacucho) | Gastón Lafón, Benito Juárez |                            |
|                      | Sergio Rulé · Mariano Rodríguez · Nicolás Tolosa | Reporte | Nicolás Barrutia    | Árbitro(s): Rómulo Acevedo  | Árbitro(s): Rómulo Acevedo |

| 14 de agosto de 2010 | Gimnasia (Tandil)           | 0:2     | Ferrocarril Sud (Tandil)              | Gimnasia, Tandil            |                             |
|                      | Ariel Salvi Víctor Sieracki | Reporte | Juan Rossi 79' · Alejandro Arbert 84' | Árbitro(s): Carlos Martínez | Árbitro(s): Carlos Martínez |

### Cuartos de final
- Resultados de cuartos de final: El Eco de Tandil

| 21 de agosto de 2010 | UNICEN (Tandil)                                                                         | 1:1 (5:3 p.)               | Independiente (Tandil)                                                     | Excursionistas, Tandil |                        |
|                      | Nicolás Castro                                                                          | Reporte                    | Martín Camio                                                               | Árbitro(s): Diego Albo | Árbitro(s): Diego Albo |
|                      |                                                                                         | Tiros desde el punto penal |                                                                            |                        |                        |
|                      | Nicolás Varela · Mariano Larragneguy · César Curuchet · Rodrigo Gomba · Javier Ferreiro |                            | Damián Villar · Nicolás Trasante · Gastón Olavarrieta · Maximiliano Villar |                        |                        |

| 21 de agosto de 2010 | Velense (M. I. Vela) | 1:3 | San José (Tandil)                   | Miguel Ochoa, Maria I. Vela |                             |
|                      | Mauro Casalla        |     | Fernando Villar · Leandro Zubigaray | Árbitro(s): Víctor González | Árbitro(s): Víctor González |

| 21 de agosto de 2010 | Sarmiento (Ayacucho)                                            | 3:1     | Juarense (B. Juárez)           | Mpal. José Barbieri, Ayacucho |                         |
|                      | Braulio Lorenzo · Sergio Rulé a.g.' · Juan Ledesma · Tomás Goñi | Reporte | Iñaqui Lecuona · Luciano Silva | Árbitro(s): Jorge Ocaño       | Árbitro(s): Jorge Ocaño |

| 21 de agosto de 2010 | Archivo:Club Grupo Universitario (Tandil).png Grupo Universitario (Tandil) | 2:0     | Ferrocarril Sud (Tandil) | Movediza, Tandil          |                           |
|                      | Juan Orsingher · Martín Ostinelli                                          | Reporte | Juan Rossi               | Árbitro(s): Andrés Merlos | Árbitro(s): Andrés Merlos |

### Semifinales
| 28 de agosto de 2010 | UNICEN (Tandil)                                                                                         | 1:1 (5:4 p.)               | San José (Tandil)                                                                                       | Excursionistas, Tandil      |                             |
|                      | Ezequiel Sánchez a.g.' (90+2)                                                                           | Reporte                    | Fernando Villar 12'                                                                                     | Árbitro(s): Carlos Martínez | Árbitro(s): Carlos Martínez |
|                      | | Tiros desde el punto penal | |                             |                             |
|                      | Nicolás Varela · Mariano Larragneguy · César Curuchet · Rodrigo Gomba · Gastón Romera · Javier Ferreiro |                            | Gerardo Villar · Fernando Villar · Marco Vitale · Alejandro Rodrigo · Juan Petrucci · Facundo Salaverry |                             |                             |

| 28 de agosto de 2010 | Sarmiento (Ayacucho)                                               | 1:1 (4:2 p.)               | Archivo:Club Grupo Universitario (Tandil).png Grupo Universitario (Tandil) | Mpal. José Barbieri, Ayacucho |  |
|                      | Abel Najurieta                                                     | Reporte                    | Cristian Pérez                                                             |                               |  |
|                      |                                                                    | Tiros desde el punto penal |                                                                            |                               |  |
|                      | Abel Najurieta · Adrián Roelofs · Luciano Lorenzo · Ricardo Sendra |                            | Cristian Pérez · Sebastián Baquero · Darío Dorta · Leonardo Serén          |                               |  |

### Final del apertura
| 5 de septiembre de 2010 | Sarmiento (Ayacucho)                                                                                | 3:2     | UNICEN (Tandil)                              | Mpal. José Barbieri, Ayacucho |                          |
|                         | Abel Najurieta 36 ' · Marcos Martínez 74' · Ricardo Sendra 79' · Abel Najurieta · Pablo Indacoechea | Reporte | Mariano Larragneguy 30' · Nicolás Castro 70' | Árbitro(s): Facundo Diaz      | Árbitro(s): Facundo Diaz |

| SARMIENTO 3                                                                                      | UNICEN 2                                                                     |
| ------------------------------------------------------------------------------------------------ | ---------------------------------------------------------------------------- |
| POR Juan C. Albano                                                                               | POR Martín Migueltorena                                                      |
| DEF Carlos Bustos                                                                                | DEF Pedro González                                                           |
| DEF Gonzalo Ialea                                                                                | DEF Nicolás Varela                                                           |
| DEF Luciano Lorenzo                                                                              | DEF Juan López Moccio                                                        |
| DEF Marcos Martínez                                                                              | DEF Esteban Caamaño                                                          |
| MED Abel Najurieta                                                                               | MED Rodrigo Gomba                                                            |
| MED Leandro Aparicio                                                                             | MED Mariano Larragneguy                                                      |
| MED Braulio Lorenzo                                                                              | MED Emiliano Alarcón                                                         |
| MED Juan Ledesma                                                                                 | MED Gastón Romera                                                            |
| DEL Ricardo Sendra                                                                               | DEL César Curuchet                                                           |
| DEL Adrián Roelofs                                                                               | DEL Nicolás Castro                                                           |
| DT Juan P. Erreguerrena                                                                          | DT Luis Quintela                                                             |
| Cambios: Leonardo Indacoechea X Bustos Pablo Indacoechea X B. Lorenzo Martín Gutiérrez X Ledesma | Cambios: Pablo Arias X Gomba Pablo Gómez X Romera Javier Ferreyro X Curuchet |

| 18 de septiembre de 2010 | UNICEN (Tandil)   | 0:5     | Sarmiento (Ayacucho)                            | Mpal. Gral. San Martín, Tandil |                             |
|                          | Juan López Moccio | Reporte | Ricardo Sendra 30' · Adrián Roelofs 26' 76' 89' | Árbitro(s): Víctor González    | Árbitro(s): Víctor González |

| UNICEN 0                                                                             | SARMIENTO 5                                                                                        |
| ------------------------------------------------------------------------------------ | -------------------------------------------------------------------------------------------------- |
| POR Martín Migueltorena                                                              | POR Juan C. Albano                                                                                 |
| DEF Pedro González                                                                   | DEF Héctor Vidal                                                                                   |
| DEF Nicolás Varela                                                                   | DEF Gonzalo Ialea                                                                                  |
| DEF Juan López Moccio                                                                | DEF Luciano Lorenzo                                                                                |
| DEF Esteban Caamaño                                                                  | DEF Marcos Martínez                                                                                |
| MED Mariano Larragneguy                                                              | MED Juan M. Ledesma                                                                                |
| MED Lautaro Llano                                                                    | MED Leandro Aparicio                                                                               |
| MED Gastón Romera                                                                    | MED Leonardo Indacoechea                                                                           |
| MED César Curuchet                                                                   | MED Braulio Lorenzo                                                                                |
| DEL Rodrigo Gomba                                                                    | DEL Ricardo Sendra                                                                                 |
| DEL Nicolás Castro                                                                   | DEL Adrián Roelofs                                                                                 |
| DT Luis Quintela                                                                     | DT Marcelo Volantín                                                                                |
| Cambios: Pablo Arias X Curuchet Néstor Ferreiro X Romera Emiliano Alarcón X González | Cambios: Mariano Enfadaque X Indacoechea Marcelo Gutiérrez X Vidal Daniel Bustos X Braulio Lorenzo |

## Clausura 2010

### Posiciones finales de la Zona 1
|    | Equipos                   | Pts. | PJ | PG | PE | PP | GF | GC | Dif. |
| -- | ------------------------- | ---- | -- | -- | -- | -- | -- | -- | ---- |
| 1. | Sarmiento (Ayacucho)      | 15   | 6  | 5  | 0  | 1  | 18 | 2  | 16   |
| 2. | Juarense (Benito Juárez)  | 13   | 6  | 4  | 1  | 1  | 17 | 8  | 9    |
| 3. | UNICEN (Tandil)           | 12   | 6  | 4  | 0  | 2  | 10 | 8  | 2    |
| 4. | Loma Negra (Barker)       | 11   | 6  | 3  | 2  | 1  | 14 | 5  | 9    |
| 5. | Santamarina (Tandil)      | 7    | 6  | 2  | 1  | 3  | 9  | 9  | 0    |
| 6. | Deportivo Tandil (Tandil) | 3    | 6  | 1  | 0  | 5  | 7  | 23 | -16  |
| 7. | Botafogo (Rauch)          | 0    | 6  | 0  | 0  | 6  | 4  | 24 | -20  |

### Posiciones finales de la Zona 2
|    | Equipos                        | Pts. | PJ | PG | PE | PP | GF | GC | Dif. |
| -- | ------------------------------ | ---- | -- | -- | -- | -- | -- | -- | ---- |
| 1. | Atlético-Defensores (Ayacucho) | 18   | 6  | 6  | 0  | 0  | 13 | 4  | 9    |
| 2. | Independiente (Tandil)         | 13   | 6  | 4  | 1  | 1  | 19 | 5  | 14   |
| 3. | Gimnasia (Tandil)              | 11   | 6  | 3  | 2  | 1  | 8  | 2  | 6    |
| 4. | Villa Aguirre (Tandil)         | 8    | 6  | 2  | 2  | 2  | 8  | 7  | 1    |
| 5. | Ferroviarios (Benito Juárez)   | 5    | 6  | 1  | 2  | 3  | 6  | 8  | -2   |
| 6. | Defensores del Cerro (Tandil)  | 4    | 6  | 1  | 1  | 4  | 11 | 12 | -1   |
| 7. | San Lorenzo (Rauch)            | 0    | 6  | 0  | 0  | 6  | 2  | 28 | -26  |

### Posiciones finales de la Zona 3
|    | Equipos                      | Pts. | PJ | PG | PE | PP | GF | GC | Dif. |
| -- | ---------------------------- | ---- | -- | -- | -- | -- | -- | -- | ---- |
| 1. | Excursionistas (Tandil)      | 16   | 6  | 5  | 1  | 0  | 12 | 5  | 7    |
| 2. | Velense (M. I. Vela)         | 13   | 6  | 4  | 1  | 1  | 12 | 5  | 7    |
| 3. | Grupo Universitario (Tandil) | 12   | 6  | 4  | 0  | 2  | 13 | 7  | 6    |
| 4. | Ferrocarril Sud (Tandil)     | 9    | 6  | 2  | 3  | 1  | 9  | 5  | 4    |
| 5. | Ateneo Estrada (Ayacucho)    | 5    | 6  | 1  | 2  | 3  | 6  | 7  | -1   |
| 6. | San José (Tandil)            | 3    | 6  | 1  | 0  | 5  | 7  | 12 | -5   |
| 7. | Argentino (Benito Juárez)    | 1    | 6  | 0  | 1  | 5  | 3  | 21 | -18  |

Fuente: La Voz de Tandil
|  | Clasificados a Cuartos de final. |

## Resultados
| 25 de septiembre | Deportivo Tandil (Tandil)      | 3:2 | Botafogo (Rauch) | Gimnasia, Tandil               |                                |
|                  | Gustavo Bruni · Franco Temoche |     | Martín García    | Árbitro(s): Marcos Altamiranda | Árbitro(s): Marcos Altamiranda |

| 25 de septiembre | UNICEN (Tandil)     | 1:0     | Santamarina (Tandil) | Excursionistas, Tandil    |                           |
|                  | Javier Ferreiro 70' | Reporte |                      | Árbitro(s): Nicolás Terni | Árbitro(s): Nicolás Terni |

| 25 de septiembre | Juarense (Benito Juárez) | 1:1     | Loma Negra (Barker) | Gastón Lafón, Benito Juárez |                            |
|                  | Germán Sabatte 80'       | Reporte | Nelson García 52'   | Árbitro(s): Horacio Alonso  | Árbitro(s): Horacio Alonso |

| 25 de septiembre | Villa Aguirre (Tandil)            | 2:1 | Defensores del Cerro (Tandil) | Club Hípico, Tandil      |                          |
|                  | Franco Reynoso · Walter Espíndola |     | Pedro Murrone                 | Árbitro(s): Andés Merlos | Árbitro(s): Andés Merlos |

| 25 de septiembre | San Lorenzo (Rauch) | 0:2 | Gimnasia (Tandil)           | Municipal, Rauch |  |
|                  |                     |     | Braian Lajos · Martín Luque |                  |  |

| 25 de septiembre | Atlético-Defensores (Ayacucho)           | 3:2 | Independiente (Tandil)                | Mpal. José Barbieri, Ayacucho |  |
|                  | Santiago Traiani · Juan Pablo Etcheverry |     | Nicolás Trasante · Maximiliano Villar |                               |  |

| 25 de septiembre | Grupo Universitario (Tandil) | 1:2 | Excursionistas (Tandil)        | Movediza, Tandil                 |                                  |
|                  | Juan Orsinger                |     | Walter Paredes · Julián García | Árbitro(s): Víctor Hugo González | Árbitro(s): Víctor Hugo González |

| 25 de septiembre | Ferrocarril Sud (Tandil) | 1:0 | San José (Tandil) | Dámaso Latasa, Tandil     |                           |
|                  | Alejandro Arbert         |     |                   | Árbitro(s): Lucas Novelli | Árbitro(s): Lucas Novelli |

| 25 de septiembre | Velense (M. I. Vela)                 | 2:1 | Ateneo Estrada (Ayacucho) | Miguel Ochoa, Vela     |                        |
|                  | Ezequiel Saracho · Esteban Rodríguez |     | Juan Pablo Vicente        | Árbitro(s): Diego Albo | Árbitro(s): Diego Albo |

| 2 de octubre | Loma Negra (Barker)             | 2:0 | UNICEN (Tandil) | Loma Negra, Villa Cacique      |                                |
|              | Nicasio Elia · Oscar Constantin |     |                 | Árbitro(s): Marcos Altamiranda | Árbitro(s): Marcos Altamiranda |

| 2 de octubre | Santamarina (Tandil)                | 3:1 | Deportivo Tandil (Tandil) | Club Hípico, Tandil             |                                 |
|              | Gerardo Krüger · Lautaro Echevarría |     | Martín Fabre              | Árbitro(s): Sebastián Quinteros | Árbitro(s): Sebastián Quinteros |

| 2 de octubre | Botafogo (Rauch) | 0:5 | Sarmiento (Ayacucho)                                           | Botafogo, Rauch              |                              |
|              |                  |     | Adrián Roelofs · Ricardo Sendra · Juan Martínez · Juan Ledesma | Árbitro(s): Adrián Caballero | Árbitro(s): Adrián Caballero |

| 11 de octubre | Independiente (Tandil)                                                                         | 9:0     | San Lorenzo (Rauch) | Agustín F. Berroeta, Tandil |  |
|               | Gastón Olavarrieta · Maximiliano Villar · Ramiro Arteagaveytía · Emanuel Heredia · Lucas Porta | Reporte |                     |                             |  |

| 2 de octubre | Gimnasia (Tandil) | 0:0 | Villa Aguirre (Tandil) | Gimnasia, Tandil                 |  |
|              |                   |     |                        | Árbitro(s): Víctor Hugo González |  |

| 2 de octubre | Defensores del Cerro (Tandil)  | 2:2 | Ferroviarios (Benito Juárez)   | Dámaso Latasa, Tandil           |                                 |
|              | Marcos Colotti · Pedro Murrone |     | Emiliano Arana · Juan Tangorra | Árbitro(s): Guillermo Giacoboni | Árbitro(s): Guillermo Giacoboni |

| 2 de octubre | Ateneo Estrada (Ayacucho) | 0:0 | Ferrocarril Sud (Tandil) | Mpal. José Barbieri, Ayacucho  |  |
|              |                           |     |                          | Árbitro(s): Alejandro Troncoso |  |

| 2 de octubre | San José (Tandil) | 1:2 | Grupo Universitario (Tandil)     | Movediza, Tandil            |                             |
|              | Fabio Argüeso     |     | Darío Dorta · Rodrigo Aguerralde | Árbitro(s): Carlos Martínez | Árbitro(s): Carlos Martínez |

| 2 de octubre | Excursionistas (Tandil)                                | 3:0     | Argentino (Benito Juárez) | Excursionistas, Tandil     |                            |
|              | Sebastián Belsito · Julián García · Diego Pérez Rivero | Reporte |                           | Árbitro(s): Marcelo Torres | Árbitro(s): Marcelo Torres |

| 9 de octubre | Deportivo Tandil (Tandil) | 0:5 | Loma Negra (Barker)                                                                  | Gimnasia, Tandil       |                        |
|              |                           |     | Ricardo Baier · Oscar Constantín · Martín De la Torre · Nicasio Elía · Nelson García | Árbitro(s): Diego Albo | Árbitro(s): Diego Albo |

| 9 de octubre | UNICEN (Tandil)   | 1:3     | Juarense (Benito Juárez)                                    | Excursionistas, Tandil    |                           |
|              | Marcelo Urtiaga · | Reporte | Nicolás Varela -' (a.g.) · Nicolás Tolosa · Nahuel Spindola | Árbitro(s): Lucas Novelli | Árbitro(s): Lucas Novelli |

| 9 de octubre | Sarmiento (Ayacucho)                              | 4:0 | Santamarina (Tandil) | Mpal. José Barbieri, Ayacucho |                         |
|              | Ricardo Sendra · Daniel Bustos · Germán Contreras |     |                      | Árbitro(s): Jorge Ocaño       | Árbitro(s): Jorge Ocaño |

| 9 de octubre | Villa Aguirre (Tandil) | 0:2 | Independiente (Tandil) | Club Hípico, Tandil       |                           |
|              |                        |     | Gastón Olavarrieta     | Árbitro(s): Andrés Merlos | Árbitro(s): Andrés Merlos |

| 9 de octubre | San Lorenzo (Rauch) | 1:3 | Atlético-Defensores (Ayacucho)                              | Municipal, Rauch             |                              |
|              | Walter Atucha       |     | Federico Arca · Fausto Piastrellini · Juan Pablo Etcheverry | Árbitro(s): Germán Caballero | Árbitro(s): Germán Caballero |

| 9 de octubre | Ferroviarios (Benito Juárez) | 0:1 | Gimnasia (Tandil) | Ferroviarios, Benito Juárez |                        |
|              |                              |     | Juan Sánchez      | Árbitro(s): Mario Siri      | Árbitro(s): Mario Siri |

| 9 de octubre | Argentino (Benito Juárez) | 1:3     | San José (Tandil)                                             | Dámaso Latasa, Benito Juárez |                             |
|              | Nahuél Deniro 60'         | Reporte | Leandro Zubigaray 15' · Fabio Argüeso 45' · Adrián Acosta 47' | Árbitro(s): Horacio Morales  | Árbitro(s): Horacio Morales |

| 9 de octubre | Grupo Universitario (Tandil) | 1:0 | Ateneo Estrada (Ayacucho) | Movediza, Tandil          |                           |
|              | Martín Ostinelli             |     |                           | Árbitro(s): Nicolás Terni | Árbitro(s): Nicolás Terni |

| 9 de octubre | Ferrocarril Sud (Tandil) | 1:1 | Velense (M. I. Vela) | Dámaso Latasa, Tandil       |                             |
|              | Martín Pradal            |     | Martín Alonso        | Árbitro(s): Carlos Martínez | Árbitro(s): Carlos Martínez |

| 16 de octubre | Juarense (Benito Juárez)                                               | 6:2     | Deportivo Tandil (Tandil)        | Gastón Lafón, Benito Juárez |                            |
|               | Iñaki Lecuona · Nahuel Espíndola · Mariano Rodríguez · Germán González | Reporte | Gustavo Bruni · Mauricio Herrera | Árbitro(s): Horacio Alonso  | Árbitro(s): Horacio Alonso |

| 16 de octubre | Loma Negra (Barker) | 0:2 | Sarmiento (Ayacucho)              | Loma Negra, Villa Cacique   |                             |
|               |                     |     | Adrián Roelofs · Leandro Aparicio | Árbitro(s): Carlos Martínez | Árbitro(s): Carlos Martínez |

| 11 de noviembre                             | Botafogo (Rauch) | 0:4     | Santamarina (Tandil)                     | Botafogo, Tandil |  |
|                                             |                  | Reporte | Germán Giannaccini · Gogna · Jorge Matos |                  |  |
| Santamarina le cedió la localia a Botafogo. |                  |         |                                          |                  |  |

| 16 de octubre | Atlético-Defensores (Ayacucho)              | 2:0 | Villa Aguirre (Tandil) | Mpal. José Barbieri, Ayacucho |  |
|               | Fausto Piastrellini · Juan Pablo Etcheverry |     |                        |                               |  |

| 16 de octubre | Independiente (Tandil)                                               | 3:1     | Ferroviarios (Benito Juárez) | Agustín F. Berroeta, Tandil    |                                |
|               | Damián Villar 17' · Ramiro Arteagaveytía 45+1' · Gonzalo Rotonda 74' | Reporte | Mariano Martínez 35'         | Árbitro(s): Marcos Altamiranda | Árbitro(s): Marcos Altamiranda |

| 16 de octubre | Gimnasia (Tandil)                               | 3:0 | Defensores del Cerro (Tandil) | Gimnasia, Tandil          |                           |
|               | Jonathan Muriel · Juan Sánchez · Marcelo Abadie |     |                               | Árbitro(s): Andrés Merlos | Árbitro(s): Andrés Merlos |

| 16 de octubre | Velense (M. I. Vela) | 3:0 | Grupo Universitario (Tandil) | Social, Villa Cacique      |                            |
|               | Martín Alonso        |     |                              | Árbitro(s): Marcelo Torres | Árbitro(s): Marcelo Torres |

| 16 de octubre | Ateneo Estrada (Ayacucho) | 0:0     | Argentino (Benito Juárez) | Mpal. José Barbieri, Ayacucho |  |
|               |                           | Reporte |                           |                               |  |

| 16 de octubre | San José (Tandil) | 1:2 | Excursionistas (Tandil) | Movediza, Tandil                 |                                  |
|               | Agustín Aladro    |     | Julián García           | Árbitro(s): Víctor Hugo González | Árbitro(s): Víctor Hugo González |

| 23 de octubre | Sarmiento (Ayacucho)             | 3:0 | Juarense (Benito Juárez) | Mpal. José Barbieri, Ayacucho |                             |
|               | Adrián Roelofs · Marcos Martínez |     |                          | Árbitro(s): Lucas Gualdieri   | Árbitro(s): Lucas Gualdieri |

| 23 de octubre | Deportivo Tandil (Tandil) | 1:4 | UNICEN (Tandil)                                            | Gimnasia, Tandil                |                                 |
|               | Luis De Lorenzo           |     | Emanuel Morondo · Mariano Larragneguy · Matías Indacoechea | Árbitro(s): Guillermo Giacoboni | Árbitro(s): Guillermo Giacoboni |

| 23 de octubre | Botafogo (Rauch) | 1:5 | Loma Negra (Barker)                                                             | Botafogo, Rauch               |                               |
|               | Lautaro Palma    |     | Nelson García · Nicasio Elía · Maximiliano Correa · Alfonso Constantín · Bugere | Árbitro(s): Ezequiel Quintana | Árbitro(s): Ezequiel Quintana |

| 23 de octubre | Villa Aguirre (Tandil)                                         | 5:1 | San Lorenzo (Rauch) | Club Hípico, Tandil       |                           |
|               | Luis Montero · Leonardo Rossi · Matías Acevedo · Carlos Romano |     | Rodrigo Zárate      | Árbitro(s): Nicolás Terni | Árbitro(s): Nicolás Terni |

| 23 de octubre | Ferroviarios (Benito Juárez) | 0:1     | Atlético-Defensores (Ayacucho) | Ferroviarios, Benito Juárez |                            |
|               |                              | Reporte | Nicolás Barrutía               | Árbitro(s): Horacio Alonso  | Árbitro(s): Horacio Alonso |

| 23 de octubre | Defensores del Cerro (Tandil) | 1:3 | Independiente (Tandil)                                 | Dámaso Latasa, Tandil  |                        |
|               | Santiago Beltrán              |     | Emilio Galavert · Gonzalo Rotonda · Juan Ignacio Turri | Árbitro(s): Diego Albo | Árbitro(s): Diego Albo |

| 23 de octubre | Grupo Universitario (Tandil)                   | 3:0     | Ferrocarril Sud (Tandil) | Movediza, Tandil          |                           |
|               | Juan Cerfoglia 54' 88' · Sebastián Baquero 57' | Reporte |                          | Árbitro(s): Lucas Novelli | Árbitro(s): Lucas Novelli |

| 23 de octubre | Argentino (Benito Juárez) | 1:3 | Velense (M. I. Vela)                           | Gastón Lafón, Benito Juárez |  |
|               | M. Pérez                  |     | Enzo Saracho · Matías Ferreiro · Martín Alonso |                             |  |

| 23 de octubre | Excursionistas (Tandil)        | 2:1 | Ateneo Estrada (Ayacucho) | Excursionistas, Tandil          |                                 |
|               | Julián García · Walter Paredes |     | Mauricio Vitral           | Árbitro(s): Sebastián Quinteros | Árbitro(s): Sebastián Quinteros |

| 6 de noviembre | Loma Negra (Barker) | 1:1 | Santamarina (Tandil) | Loma Negra, Villa Cacique   |                             |
|                | Nicasio Elia        |     | Bernardo Lasarte     | Árbitro(s): Víctor González | Árbitro(s): Víctor González |

| 6 de noviembre | UNICEN (Tandil)                   | 2:1 | Sarmiento (Ayacucho) | Excursionistas, Tandil         |                                |
|                | Marcelo Urtiaga · Néstor Ferreyro |     | Cristian García      | Árbitro(s): Marcos Altamiranda | Árbitro(s): Marcos Altamiranda |

| 6 de noviembre | Juarense (Benito Juárez)                         | 5:1     | Botafogo (Rauch)               | Gastón Lafón, Benito Juárez |                          |
|                | Luciano Silva · Germán González · Nicolás Tolosa | Reporte | Alejandro Bacigalupe -' (a.g.) | Árbitro(s): Javier Pérez    | Árbitro(s): Javier Pérez |

| 6 de noviembre | Independiente (Tandil) | 0:0 | Gimnasia (Tandil) | Agustín F. Berroeta, Tandil |  |
|                |                        |     |                   | Árbitro(s): Carlos Martínez |  |

| 6 de noviembre | Atlético-Defensores (Ayacucho)             | 2:0 | Defensores del Cerro (Tandil) | Mpal. José Barbieri, Ayacucho |                           |
|                | Mariano Montalivet · Juan Pablo Etcheverry |     |                               | Árbitro(s): Marcelo Casco     | Árbitro(s): Marcelo Casco |

| 6 de noviembre | San Lorenzo (Rauch) | 1:2 | Ferroviarios (Benito Juárez)         | Municipal, Rauch           |                            |
|                | Rodrigo Zárate      |     | Emiliano Arana · Maximiliano Cáceres | Árbitro(s): Bruno Herrería | Árbitro(s): Bruno Herrería |

| 6 de noviembre | Ateneo Estrada (Ayacucho)                                          | 4:2 | San José (Tandil)             | Mpal. José Barbieri, Ayacucho |                          |
|                | Esteban Teruggi · Ramiro Turón · Javier Argüello · Facundo Quiroga |     | Fernando Villar · Ramón López | Árbitro(s): Daniel Gómez      | Árbitro(s): Daniel Gómez |

| 6 de noviembre | Ferrocarril Sud (Tandil)                                              | 6:0 | Argentino (Benito Juárez) | Dámaso Latasa, Tandil      |                            |
|                | Gustavo Arozarena · Alejandro Arbert · Gastón Núñez · Gabriel Durruty |     |                           | Árbitro(s): Marcelo Torres | Árbitro(s): Marcelo Torres |

| 6 de noviembre | Velense (M. I. Vela) | 1:2 | Excursionistas (Tandil)       | Miguel Ochoa, Vela        |                           |
|                | Martín Alonso        |     | Roque Yuvisa · Matías Lecuona | Árbitro(s): Andrés Merlos | Árbitro(s): Andrés Merlos |

| 21 de noviembre | Santamarina (Tandil) | 1:2 | Juarense (Benito Juárez) | Club Hípico, Tandil    |                        |
|                 | Nicolás Valerio      |     | Luciano Silva            | Árbitro(s): Diego Albo | Árbitro(s): Diego Albo |

| 21 de noviembre | Botafogo (Rauch) | 1:2 | UNICEN (Tandil)                        | Botafogo, Rauch              |                              |
|                 | Diego Peñalba ·  |     | Nérstor Ferreiro · Federico Fiaschetti | Árbitro(s): Javier Caballero | Árbitro(s): Javier Caballero |

| 21 de noviembre | Sarmiento (Ayacucho)            | 3:0 | Deportivo Tandil (Tandil) | Mpal. José Barbieri, Ayacucho |                           |
|                 | Adrián Roelofs · Ricardo Sendra |     |                           | Árbitro(s): Gonzalo López     | Árbitro(s): Gonzalo López |

| 20 de noviembre | Ferroviarios (Benito Juárez) | 1:1     | Villa Aguirre (Tandil) | Ferroviarios, Benito Juárez |                            |
|                 | Luciano Lucero               | Reporte | Guillermo Alfaro       | Árbitro(s): Horacio Alonso  | Árbitro(s): Horacio Alonso |

| 21 de noviembre | Gimnasia (Tandil) | 1:2     | Atlético-Defensores (Ayacucho)                     | Gimnasia, Tandil          |                           |
|                 | Juan Barbeira 38' | Reporte | Mariano Montalivet 10' · Juan Pablo Etcheverry 15' | Árbitro(s): Lucas Novelli | Árbitro(s): Lucas Novelli |

| 21 de noviembre | Defensores del Cerro (Tandil)                                                                           | 9:0 | San Lorenzo (Rauch) | Dámaso Latasa, Tandil       |                             |
|                 | Santiago Beltrán · Claudio Colotti · Mario Lucero · Jonatan Lescano · Juan Murrone · Hugo Ríos · Canale |     |                     | Árbitro(s): Gustavo Beckman | Árbitro(s): Gustavo Beckman |

| 21 de noviembre | San José (Tandil) | 0:2 | Velense (M. I. Vela)                | Movediza, Tandil          |                           |
|                 |                   |     | Luciano De la Canal · Leonel García | Árbitro(s): Nicolás Terni | Árbitro(s): Nicolás Terni |

| 21 de noviembre | Excursionistas (Tandil) | 1:1 | Ferrocarril Sud (Tandil) | Excursionistas, Tandil           |                                  |
|                 | Patricio Santeramo      |     | Gastón Núñez             | Árbitro(s): Víctor Hugo González | Árbitro(s): Víctor Hugo González |

| 21 de noviembre | Argentino (Benito Juárez) | 1:6     | Grupo Universitario (Tandil)                                                                                | Gastón Lafón, Benito Juárez |                            |
|                 | Sebastián Giles 39'       | Reporte | Diego Ruíz 25' · Lucas Zabala 40' · Darío Dorta 43' 60' · Federico López Navarro 66' · Martín Ostinelli 84' | Árbitro(s): Horacio Alonso  | Árbitro(s): Horacio Alonso |

Fixture: Minuto 91

## Fase final
|  | Cuartos de final             | Cuartos de final     |                        |                         | Semifinales    | Semifinales    |  |                         | Final               | Final               |  |
|  | 27 y 28 de noviembre         | 27 y 28 de noviembre |                        |                         | 4 de diciembre | 4 de diciembre |  |                         | 8 y 11 de diciembre | 8 y 11 de diciembre |  |
|  |                              |                      |                        |                         |                |                |  |                         |                     |                     |  |
|  |                              |                      |                        |                         |                |                |  |                         |                     |                     |  |
|  | Excursionistas (Tandil)      | 2                    |                        |                         |                |                |  |                         |                     |                     |  |
|  | Excursionistas (Tandil)      | 2                    |                        |                         |                |                |  |                         |                     |                     |  |
|  | Grupo Universitario (Tandil) | 1                    |                        |                         |                |                |  |                         |                     |                     |  |
|  | Grupo Universitario (Tandil) | 1                    |                        | Excursionistas (Tandil) | 1              |                |  |                         |                     |                     |  |
|  |                              |                      |                        | Excursionistas (Tandil) | 1              |                |  |                         |                     |                     |  |
|  |                              |                      | Sarmiento (Ayacucho)   | 0                       |                |                |  |                         |                     |                     |  |
|  | Sarmiento (Ayacucho)         | 1                    | Sarmiento (Ayacucho)   | 0                       |                |                |  |                         |                     |                     |  |
|  | Sarmiento (Ayacucho)         | 1                    |                        |                         |                |                |  |                         |                     |                     |  |
|  | Velense (M. I. Vela)         | 0                    |                        |                         |                |                |  |                         |                     |                     |  |
|  | Velense (M. I. Vela)         | 0                    |                        |                         |                |                |  | Excursionistas (Tandil) | 2 3                 |                     |  |
|  |                              |                      |                        |                         |                |                |  | Excursionistas (Tandil) | 2 3                 |                     |  |
|  |                              |                      | Atl.-Def. (Ayacucho)   | 1 5                     |                |                |  |                         |                     |                     |  |
|  | Atl.-Def. (Ayacucho)         | 0 (3)                | Atl.-Def. (Ayacucho)   | 1 5                     |                |                |  |                         |                     |                     |  |
|  | Atl.-Def. (Ayacucho)         | 0 (3)                |                        |                         |                |                |  |                         |                     |                     |  |
|  | UNICEN (Tandil)              | 0 (0)                |                        |                         |                |                |  |                         |                     |                     |  |
|  | UNICEN (Tandil)              | 0 (0)                |                        | Atl.-Def. (Ayacucho)    | 2 (4)          |                |  |                         |                     |                     |  |
|  |                              |                      |                        | Atl.-Def. (Ayacucho)    | 2 (4)          |                |  |                         |                     |                     |  |
|  |                              |                      | Independiente (Tandil) | 2 (3)                   |                |                |  |                         |                     |                     |  |
|  | Independiente (Tandil)       | 2                    | Independiente (Tandil) | 2 (3)                   |                |                |  |                         |                     |                     |  |
|  | Independiente (Tandil)       | 2                    |                        |                         |                |                |  |                         |                     |                     |  |
|  | Juarense (Benito Juárez)     | 0                    |                        |                         |                |                |  |                         |                     |                     |  |
|  | Juarense (Benito Juárez)     | 0                    |                        |                         |                |                |  |                         |                     |                     |  |
|  |                              |                      |                        |                         |                |                |  |                         |                     |                     |  |

| Ganador Clausura 2009          |
| ------------------------------ |
| Atlético-Defensores (Ayacucho) |

### Cuartos de final
- Resultados de cuartos de final: El Eco de Tandil

| 28 de noviembre de 2010 | Excursionistas (Tandil)                 | 2:1     | Archivo:Club Grupo Universitario (Tandil).png Grupo Universitario (Tandil) | Excursionistas, Tandil    |                           |
|                         | Patricio Santeramo · Diego Pérez Rivero | Reporte | Diego Sosa                                                                 | Árbitro(s): Andrés Merlos | Árbitro(s): Andrés Merlos |

| 27 de noviembre de 2010 | Sarmiento (Ayacucho) | 1:0     | Velense (M. I. Vela) | Mpal. José Barbieri, Ayacucho |                             |
|                         | Mariano Enfadaque    | Reporte |                      | Árbitro(s): Daniel Figueroa   | Árbitro(s): Daniel Figueroa |

| 27 de noviembre de 2010 | Atl.-Def. (Ayacucho)                                 | 0:0 (3:0 p.)               | UNICEN (Tandil)                                          | Mpal. José Barbieri, Ayacucho |                          |
|                         |                                                      | Reporte                    |                                                          | Árbitro(s): Daniel Gómez      | Árbitro(s): Daniel Gómez |
|                         |                                                      | Tiros desde el punto penal |                                                          |                               |                          |
|                         | Alejandro Atela · Esteban Ocaño · Nicolás Barrutia · |                            | Mariano Larragneguy · Matías Gramuglia · Emanuel Morondo |                               |                          |

| 27 de noviembre de 2010 | Independiente (Tandil)                            | 2:0     | Juarense (Benito Juárez) | Mpal. Gral. San Martín, Tandil |                               |
|                         | Manuel Aguirre · Juan I. Turri · Nicolás Trasante | Reporte | Mariano Rodríguez        | Árbitro(s): Marcos Altamirano  | Árbitro(s): Marcos Altamirano |

### Semifinales
- Resultados de Semifinales: El Eco de Tandil

| 4 de diciembre de 2010 | Excursionistas (Tandil) | 1:0     | Sarmiento (Ayacucho)         | Excursionistas, Tandil      |                             |
|                        | Diego Pérez Rivero      | Reporte | Hector Vidal Luciano Lorenzo | Árbitro(s): Víctor González | Árbitro(s): Víctor González |

| 4 de diciembre de 2010 | Atl.-Def. (Ayacucho)                                                                          | 2:2 (4:3 p.)               | Independiente (Tandil)                                                             | Mpal. José Barbieri, Ayacucho |                             |
|                        | Juan Pablo Etcheverry · Manuel Ceverio                                                        | Reporte                    | Gastón Olavarrieta ·                                                               | Árbitro(s): Daniel Figueroa   | Árbitro(s): Daniel Figueroa |
|                        |                                                                                               | Tiros desde el punto penal |                                                                                    |                               |                             |
|                        | Esteban Ocaño · Nicolás Barrutia · Alejandro Atela · Lucio Esteberena · Juan Pablo Etcheverry |                            | Manuel Aguirre · Nicolás Gorosito · Juan I. Turri · Emilio Galavert · Juan Disipio |                               |                             |

### Final del clausura
| 8 de diciembre de 2010 | Excursionistas (Tandil)              | 2:1     | Atl.-Def. (Ayacucho) | Excursionistas, Tandil      |                             |
|                        | Roque Yuvisa 44' · Ariel Paredes 60' | Reporte | Nicolás Barrutia 30' | Árbitro(s): Carlos Martínez | Árbitro(s): Carlos Martínez |

| EXCURSIONISTAS 2                                                                            | ATLETICO-DEFENSORES 1                                               |
| ------------------------------------------------------------------------------------------- | ------------------------------------------------------------------- |
| POR Pablo Calvo                                                                             | POR Diego Díaz                                                      |
| DEF Lucas Testa                                                                             | DEF Alejandro Atela                                                 |
| DEF Roque Yuvisa                                                                            | DEF Manuel Ceverio                                                  |
| DEF Víctor Conqueiro                                                                        | DEF Marcos Arrayago                                                 |
| DEF Marcos Aberastegui                                                                      | DEF Martín Viere                                                    |
| MED Eduardo Chapelle                                                                        | MED Santiago Traiani                                                |
| MED Matías Lecuona                                                                          | MED Mariano Montalivet                                              |
| MED Sebastián Belsito                                                                       | MED Federico Arca                                                   |
| MED Ariel Paredes                                                                           | MED Esteban Ocaño                                                   |
| DEL Julián García                                                                           | DEL Juan P. Etcheverry                                              |
| DEL Diego Pérez Rivero                                                                      | DEL Nicolás Barrutia                                                |
| DT Fernando Marchioni                                                                       | DT Darío Piris Correia                                              |
| Cambios: Cristian Calvo X Conqueiro Patricio Santeramo X Testa Ezequiel Bonarrigo X Paredes | Cambios: Juan I. Pereyra X Traiani Fausto Piastrellini X Montalivet |

| 11 de diciembre de 2010 | Atl.-Def. (Ayacucho)                                                                              | 5:3     | Excursionistas (Tandil)                                                                                            | Mpal. José Barbieri, Ayacucho |                         |
|                         | Nicolás Barrutia 08' 30' 42' · Mariano Montalivet 64' · Alejandro Atela 88' · Fausto Piastrellini | Reporte | Ariel Paredes 45' · Julián García 49' 70' · Victor Conqueiro · Ariel Paredes · Marcos Aberastegui · Matías Lecuona | Árbitro(s): Jorge Ocaño       | Árbitro(s): Jorge Ocaño |

| ATLETICO-DEFENSORES 5                                                                      | EXCURSIONISTAS 3       |
| ------------------------------------------------------------------------------------------ | ---------------------- |
| POR Diego Díaz                                                                             | POR Pablo Calvo        |
| DEF Alejandro Atela                                                                        | DEF Eduardo Chapelle   |
| DEF Manuel Ceverio                                                                         | DEF Roque Yuvisa       |
| DEF Marcos Arrayago                                                                        | DEF Víctor Conqueiro   |
| DEF Martín Viere                                                                           | DEF Marcos Aberastegui |
| MED Federico Arca                                                                          | MED Julián García      |
| MED Javier Vesce                                                                           | MED Matías Lecuona     |
| MED Claudio Arrayago                                                                       | MED Sebastián Belsito  |
| DEL Mariano Montalivet                                                                     | MED Ariel Paredes      |
| DEL Nicolás Barrutia                                                                       | DEL Diego Pérez Rivero |
| DEL Juan P. Etcheverry                                                                     | DEL Patricio Santeramo |
| DT Darío Piris Correia                                                                     | DT Fernando Marchioni  |
| Cambios: Juan Pereyra X C. Arrayago Esteban Ocaño X Viere Fausto Piastrellini X Montalivet | Cambios:               |

## Final del año
En la final se enfrentaron los ganadores del apertura y del clausura.
Estos encuentros se disputaron los días 15 de diciembre y 19 de diciembre.
| 15 de diciembre de 2010 | Atl.-Def. (Ayacucho)             | 2:1     | Sarmiento (Ayacucho) | Mpal. José Barbieri, Ayacucho |                             |
|                         | Esteban Ocaño · Nicolás Barrutia | Reporte | Marcos Martínez      | Árbitro(s): Lucas Gualdieri   | Árbitro(s): Lucas Gualdieri |

| 19 de diciembre de 2010 | Sarmiento (Ayacucho) | 1 : 0 (4:5 p.)             | Atl.-Def. (Ayacucho) | Mpal. José Barbieri, Ayacucho |                             |
|                         | Leandro Aparicio | Reporte                    | | Árbitro(s): Daniel Figueroa   | Árbitro(s): Daniel Figueroa |
|                         | | Tiros desde el punto penal | |                               |                             |
|                         | Pablo Indacoechea · Marcos Martínez · Juan Martínez · Ricardo Sendra · Gonzalo Ialea · Braulio Lorenzo · Cristian García |                            | Esteban Ocaño · Alejandro Atela · Nicolás Barrutia · Lucio Esteberena · Federico Arca · Manuel Ceverio · Juan Pablo Etcheverry |                               |                             |

### Ida
|    | Guardameta     | Diego Díaz            |     |
|    | Defensa        | Alejandro Atela       |     |
|    | Defensa        | Manuel Ceverio        |     |
|    | Defensa        | Marcos Arrayago       |     |
|    | Defensa        | Martín Viere          |     |
|    | Centrocampista | Federico Arca         |     |
|    | Centrocampista | Javier Vesce          | (3) |
|    | Centrocampista | Esteban Ocaño         | (2) |
|    | Centrocampista | Mariano Montalivet    | (1) |
|    | Delantero      | Nicolás Barrutia      |     |
|    | Delantero      | Juan Pablo Etcheverry |     |
| DT | DT             | Darío Piris Correia   |     |

|    | Guardameta     | Juan Cruz Albano       |     |
|    | Defensa        | Nahuel Barragan        |     |
|    | Defensa        | Gonzalo Ialea          |     |
|    | Defensa        | Carlos Bustos          | (3) |
|    | Defensa        | Marcos Martínez        |     |
|    | Centrocampista | Juan Ledesma           |     |
|    | Centrocampista | Braulio Lorenzo        |     |
|    | Centrocampista | Leandro Aparicio       | (2) |
|    | Centrocampista | Leonardo Indacoechea   |     |
|    | Delantero      | Adrian Roelofs         | (1) |
|    | Delantero      | Ricardo Sendra         |     |
| DT | DT             | Juan Pedro Erreguerena |     |

|  | Centrocampista | Juan I. Pereyra    | (1) |
|  | Centrocampista | Santiago Traiani   | (2) |
|  | Centrocampista | Claudio Antonuccio | (3) |

|  | Delantero      | Pablo Indacoechea | (1) |
|  | Centrocampista | Germán Contreras  | (2) |
|  | Centrocampista | Mariano Enfadaque | (3) |

|  | 33' | Esteban Ocaño    |
|  | 39' | Nicolás Barrutia |

|  | 45' | Marcos Martínez |

| Árbitro | Lucas Gualdieri |

|    | Guardameta     | Diego Díaz            |     |
|    | Defensa        | Alejandro Atela       |     |
|    | Defensa        | Manuel Ceverio        |     |
|    | Defensa        | Marcos Arrayago       |     |
|    | Defensa        | Martín Viere          |     |
|    | Centrocampista | Federico Arca         |     |
|    | Centrocampista | Javier Vesce          | (3) |
|    | Centrocampista | Esteban Ocaño         | (2) |
|    | Centrocampista | Mariano Montalivet    | (1) |
|    | Delantero      | Nicolás Barrutia      |     |
|    | Delantero      | Juan Pablo Etcheverry |     |
| DT | DT             | Darío Piris Correia   |     |

|    | Guardameta     | Juan Cruz Albano       |     |
|    | Defensa        | Nahuel Barragan        |     |
|    | Defensa        | Gonzalo Ialea          |     |
|    | Defensa        | Carlos Bustos          | (3) |
|    | Defensa        | Marcos Martínez        |     |
|    | Centrocampista | Juan Ledesma           |     |
|    | Centrocampista | Braulio Lorenzo        |     |
|    | Centrocampista | Leandro Aparicio       | (2) |
|    | Centrocampista | Leonardo Indacoechea   |     |
|    | Delantero      | Adrian Roelofs         | (1) |
|    | Delantero      | Ricardo Sendra         |     |
| DT | DT             | Juan Pedro Erreguerena |     |

|  | Centrocampista | Juan I. Pereyra    | (1) |
|  | Centrocampista | Santiago Traiani   | (2) |
|  | Centrocampista | Claudio Antonuccio | (3) |

|  | Delantero      | Pablo Indacoechea | (1) |
|  | Centrocampista | Germán Contreras  | (2) |
|  | Centrocampista | Mariano Enfadaque | (3) |

|  | 33' | Esteban Ocaño    |
|  | 39' | Nicolás Barrutia |

|  | 45' | Marcos Martínez |

| Árbitro | Lucas Gualdieri |

### Vuelta
|    | Guardameta     | Juan Cruz Albano       |     |
|    | Defensa        | Carlos Bustos          |     |
|    | Defensa        | Gonzalo Ialea          |     |
|    | Defensa        | Martín Gutiérrez       | (3) |
|    | Defensa        | Marcos Martínez        |     |
|    | Centrocampista | Leonardo Indacoechea   |     |
|    | Centrocampista | Leandro Aparicio       |     |
|    | Centrocampista | Braulio Lorenzo        | (2) |
|    | Centrocampista | Juan Ledesma           |     |
|    | Delantero      | Pablo Indacoechea      | (1) |
|    | Delantero      | Ricardo Sendra         |     |
| DT | DT             | Juan Pedro Erreguerena |     |

|    | Guardameta     | Diego Díaz            |     |
|    | Defensa        | Alejandro Atela       |     |
|    | Defensa        | Manuel Ceverio        |     |
|    | Defensa        | Marcos Arrayago       |     |
|    | Defensa        | Martín Viere          |     |
|    | Centrocampista | Federico Arca         |     |
|    | Centrocampista | Javier Vesce          | (3) |
|    | Centrocampista | Esteban Ocaño         | (2) |
|    | Centrocampista | Juan I. Pereyra       | (1) |
|    | Delantero      | Nicolás Barrutia      |     |
|    | Delantero      | Juan Pablo Etcheverry |     |
| DT | DT             | Darío Piris Correia   |     |

|  | Centrocampista | Germán Contreras | (1) |
|  | Delantero      | Cristian García  | (2) |
|  | Delantero      | Juan Martínez    | (3) |

|  | Centrocampista | Santiago Traiani | (1) |
|  | Centrocampista | Lucio Esteberena | (2) |

|  | 33' | Leandro Aparicio |

| Pablo Indacoechea |  | 1:0 |  |                       |
|                   |  | 1:0 |  | Esteban Ocaño         |
| Marcos Martínez   |  | 2:0 |  |                       |
|                   |  | 2:1 |  | Alejandro Atela       |
| Juan Martínez     |  | 2:1 |  |                       |
|                   |  | 2:1 |  | Nicolás Barrutia      |
| Ricardo Sendra    |  | 2:1 |  |                       |
|                   |  | 2:2 |  | Lucio Esteberena      |
| Gonzalo Ialea     |  | 3:2 |  |                       |
|                   |  | 3:3 |  | Federico Arca         |
| Braulio Lorenzo   |  | 4:3 |  |                       |
|                   |  | 4:4 |  | Manuel Ceverio        |
| Cristian García   |  | 4:4 |  |                       |
|                   |  | 4:5 |  | Juan Pablo Etcheverry |

|  | 81' | Leonardo Indacoechea |  |  |

|  | 75' | Marcos Arrayago |  |

| Árbitro | Daniel Figueroa |

|    | Guardameta     | Juan Cruz Albano       |     |
|    | Defensa        | Carlos Bustos          |     |
|    | Defensa        | Gonzalo Ialea          |     |
|    | Defensa        | Martín Gutiérrez       | (3) |
|    | Defensa        | Marcos Martínez        |     |
|    | Centrocampista | Leonardo Indacoechea   |     |
|    | Centrocampista | Leandro Aparicio       |     |
|    | Centrocampista | Braulio Lorenzo        | (2) |
|    | Centrocampista | Juan Ledesma           |     |
|    | Delantero      | Pablo Indacoechea      | (1) |
|    | Delantero      | Ricardo Sendra         |     |
| DT | DT             | Juan Pedro Erreguerena |     |

|    | Guardameta     | Diego Díaz            |     |
|    | Defensa        | Alejandro Atela       |     |
|    | Defensa        | Manuel Ceverio        |     |
|    | Defensa        | Marcos Arrayago       |     |
|    | Defensa        | Martín Viere          |     |
|    | Centrocampista | Federico Arca         |     |
|    | Centrocampista | Javier Vesce          | (3) |
|    | Centrocampista | Esteban Ocaño         | (2) |
|    | Centrocampista | Juan I. Pereyra       | (1) |
|    | Delantero      | Nicolás Barrutia      |     |
|    | Delantero      | Juan Pablo Etcheverry |     |
| DT | DT             | Darío Piris Correia   |     |

|  | Centrocampista | Germán Contreras | (1) |
|  | Delantero      | Cristian García  | (2) |
|  | Delantero      | Juan Martínez    | (3) |

|  | Centrocampista | Santiago Traiani | (1) |
|  | Centrocampista | Lucio Esteberena | (2) |

|  | 33' | Leandro Aparicio |

| Pablo Indacoechea |  | 1:0 |  |                       |
|                   |  | 1:0 |  | Esteban Ocaño         |
| Marcos Martínez   |  | 2:0 |  |                       |
|                   |  | 2:1 |  | Alejandro Atela       |
| Juan Martínez     |  | 2:1 |  |                       |
|                   |  | 2:1 |  | Nicolás Barrutia      |
| Ricardo Sendra    |  | 2:1 |  |                       |
|                   |  | 2:2 |  | Lucio Esteberena      |
| Gonzalo Ialea     |  | 3:2 |  |                       |
|                   |  | 3:3 |  | Federico Arca         |
| Braulio Lorenzo   |  | 4:3 |  |                       |
|                   |  | 4:4 |  | Manuel Ceverio        |
| Cristian García   |  | 4:4 |  |                       |
|                   |  | 4:5 |  | Juan Pablo Etcheverry |

|  | 81' | Leonardo Indacoechea |  |  |

|  | 75' | Marcos Arrayago |  |

| Árbitro | Daniel Figueroa |

## Goleadores
| Jugador              | Jugador            | Goles | Equipo                 |
| -------------------- | ------------------ | ----- | ---------------------- |
| Bandera de Argentina | Adrián Roelofs     | 20    | Sarmiento (Ayacucho)   |
| Bandera de Argentina | Gaston Olavarrieta | 14    | Independiente (Tandil) |

## Tabla general
| Equipos                        | Pts. | PJ | PG | PE | PP | GF | GC | Dif. |
| ------------------------------ | ---- | -- | -- | -- | -- | -- | -- | ---- |
| Sarmiento (Ayacucho)           | 54   | 24 | 17 | 3  | 4  | 53 | 28 | 25   |
| Excursionistas (Tandil)        | 44   | 23 | 13 | 5  | 5  | 46 | 24 | 22   |
| Independiente (Tandil)         | 43   | 20 | 13 | 4  | 3  | 48 | 15 | 33   |
| UNICEN (Tandil)                | 41   | 21 | 12 | 5  | 4  | 45 | 22 | 23   |
| Juarense (Benito Juárez)       | 40   | 21 | 13 | 1  | 7  | 48 | 27 | 21   |
| Grupo Universitario (Tandil)   | 38   | 19 | 12 | 2  | 5  | 44 | 16 | 28   |
| Velense (M. I. Vela)           | 38   | 20 | 11 | 5  | 4  | 30 | 15 | 15   |
| Atlético-Defensores (Ayacucho) | 38   | 23 | 11 | 5  | 7  | 42 | 36 | 6    |
| Gimnasia (Tandil)              | 29   | 17 | 9  | 2  | 6  | 21 | 13 | 8    |
| San José (Tandil)              | 27   | 19 | 8  | 3  | 8  | 25 | 26 | -1   |
| Loma Negra (Barker)            | 25   | 18 | 7  | 4  | 7  | 34 | 31 | 3    |
| Ferrocarril Sud (Tandil)       | 25   | 18 | 6  | 7  | 5  | 21 | 18 | 3    |
| Defensores del Cerro (Tandil)  | 22   | 18 | 6  | 4  | 8  | 31 | 30 | 1    |
| Estrada (Ayacucho)             | 19   | 17 | 5  | 4  | 8  | 17 | 18 | -1   |
| Villa Aguirre (Tandil)         | 19   | 16 | 5  | 4  | 7  | 15 | 26 | -11  |
| Santamarina (Tandil)           | 14   | 16 | 4  | 2  | 10 | 17 | 26 | -9   |
| San Lorenzo (Rauch)            | 9    | 16 | 2  | 3  | 11 | 16 | 49 | -33  |
| Deportivo Tandil (Tandil)      | 7    | 16 | 2  | 1  | 13 | 14 | 53 | -39  |
| Botafogo (Rauch)               | 6    | 16 | 1  | 3  | 12 | 10 | 41 | -31  |
| Argentino (Benito Juárez)      | 6    | 16 | 1  | 3  | 12 | 10 | 42 | -32  |
| Ferroviarios (Benito Juárez)   | 5    | 18 | 1  | 2  | 15 | 9  | 46 | -37  |

## Campeón
| Atlético-Defensores (Ayacucho) 1.er título |

| Todas las ediciones del torneo (En negrita la última edición ganada por ese club) | Todas las ediciones del torneo (En negrita la última edición ganada por ese club) | Todas las ediciones del torneo (En negrita la última edición ganada por ese club) |
| Unión Regional Deportiva                                                          | Unión Regional Deportiva                                                          | Unión Regional Deportiva                                                          |
| --------------------------------------------------------------------------------- | --------------------------------------------------------------------------------- | --------------------------------------------------------------------------------- |
| Unión Regional Deportiva 2007 Independiente (Tandil) (1)                          | Unión Regional Deportiva 2008 Independiente (Tandil) (2)                          | Unión Regional Deportiva 2009 Santamarina (Tandil) (1)                            |
| Unión Regional Deportiva 2010 Atlético-Defensores (Ayacucho) (1)                  | Unión Regional Deportiva 2011 Ferrocarril Sud (Tandil) (1)                        | Unión Regional Deportiva 2012 Ferrocarril Sud (Tandil) (2)                        |
| Unión Regional Deportiva 2013 Independiente (Tandil) (3)                          |                                                                                   |                                                                                   |

| Predecesor: Unión Regional Deportiva 2009 | Unión Regional Deportiva 2010 | Sucesor: Unión Regional Deportiva 2011 |